# Chemin de fer hippomobile Budweis-Linz-Gmunden

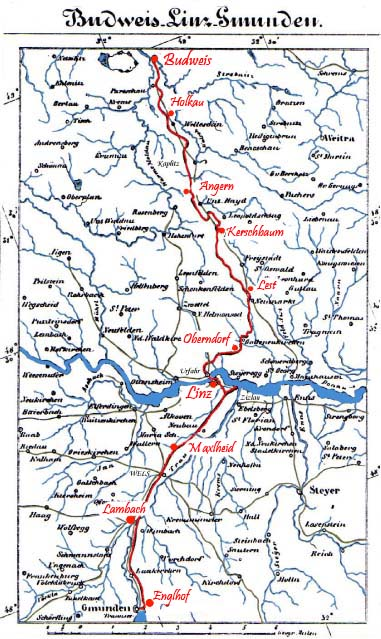
Tracé du chemin de fer hippomobile Budweis–Linz–Gmunden avec l’indication des places de relais

Le chemin de fer hippomobile Budweis-Linz-Gmunden (tch. Koněspřežná dráha České Budějovice–Linec–Gmunden), ouvert par sections entre 1827 et 1836, était la seconde voie ferrée de l'Europe continentale, après celle de Saint-Étienne à la Loire, et servait principalement au transport du sel de la région de la Haute-Autriche, le Salzkammergut, vers la Bohême. Dans les années 1855 – 1856, la traction hippomobile fut remplacée par des locomotives à vapeur entre Linz et Gmunden. Sur le parcours montagneux entre Linz et Budweis (Ceské Budejovice), l’emploi de locomotive n'était pas possible en raison des courbes de rayon trop restreint et des fortes déclivités. Ainsi, en 1873, fut construite une ligne alternative selon un autre tracé entre Linz et Budweis. Le service ferroviaire hippomobile fut interrompu en décembre 1872.

## Préhistoire

### Premiers projets
Il est possible de faire remonter à l'âge du bronze le commerce du sel entre le Salzkammergut, Salzbourg et les habitants du bassin de Bohême.
Cet important minéral fut tout d’abord porté à dos d’homme, puis transporté sur des chevaux sur d’étroits chemins muletiers, tel le « sentier d’or » en Moldavie. Au Moyen Âge, en 1530, quand le besoin de sel augmenta, on étendit le réseau des chemins muletiers malgré l’opposition de la maison de Habsbourg, dont le prince-archevêque de Salzbourg dominait jusqu'alors les importations de sel sur les terres héréditaires autrichiennes, car elle voulait promouvoir la production des salines impériales de la région du Salzkammergut. Simultanément à la nationalisation de son commerce, apparait aux XVIIe et XVIIIe siècles à Budweis le commerce de « l’or blanc » issu principalement des mines de sel [autour de Gmunden], d’Hallstatt, de Bad Ischl et d’Ebensee. De ces lieux, le sel était transporté par voie navigable sur la Traun et le Danube jusqu'à Linz ou Mauthausen, où il était chargé dans des chariots hippomobiles que les ouvriers du sel, le plus souvent bohémiens, apportaient, via Freistadt, au lieu de stockage à Budweis (Ceské Budejovice). Pour un volume annuel de transport de 17 000 tonnes on utilisait chaque jour, à la fin du XVIIIe siècle, près 350 chariots. En outre, de Budweis, une grande partie du sel était acheminée, à un coût avantageux par voie navigable sur la Moldau, jusqu’à Prague et, pour le reste, au-delà par l’Elbe.
Dans la mesure où le transport par chariot renchérissait beaucoup le prix du sel, on avait envisagé, déjà au Moyen Âge, de relier le Danube à la Moldau par un canal navigable. Dans les années 1370, la puissante entreprise commerciale Rosenberg fit à l'empereur Charles IV (1346-1378) l'offre d'avancer à la Cour l'argent pour la réalisation du canal. Par ordre de l'empereur, des travaux préparatoires furent entrepris en 1375, mais la mort prématurée du souverain mit fin au projet. Par la suite, ce fut Rudolf II (1576-1612) qui accordait à l’ingénieur forestier Thomas Seeauer (de), devenu célèbre par la régulation de la Traun, un projet de canal vers la Bohême. De même, sous Marie-Thérèse, il y eut des projets similaires, comme celui du directeur des constructions navales Joseph Walcher (de) (1719-1803), qui voulait réaliser le canal de la Moldau, à Hohenfurt (Vyšší Brod), vers Linz, par Bad Leonfelden et la vallée d’Haselgraben. Finalement, il échoua en raison de raisons particulières.
En définitive, un projet de canal entièrement privé fut réalisé. Selon les plans de l'ingénieur du prince de Schwarzenberg, Joseph Rosenauer (de) (1735-1804), le prince autorisa la construction du « Schwemmkanal » pour le flottage des billes de bois, qui débute dans la région originaire de la Moldau au-dessus d'Haslach an der Mühl et se jette dans le grand Mühl, et sur lequel le bois, par le Danube, arrivait à Vienne. Ce canal était long de 52 km, empruntait plus de 87 ponts et un tunnel de 419 m de long ; il resta en service jusqu'en 1891. Mais ce « Schwemmkanal » était toutefois inapproprié à la navigation, et laissait pendante la question du transport de marchandises en Bohême.

### Un début de solution

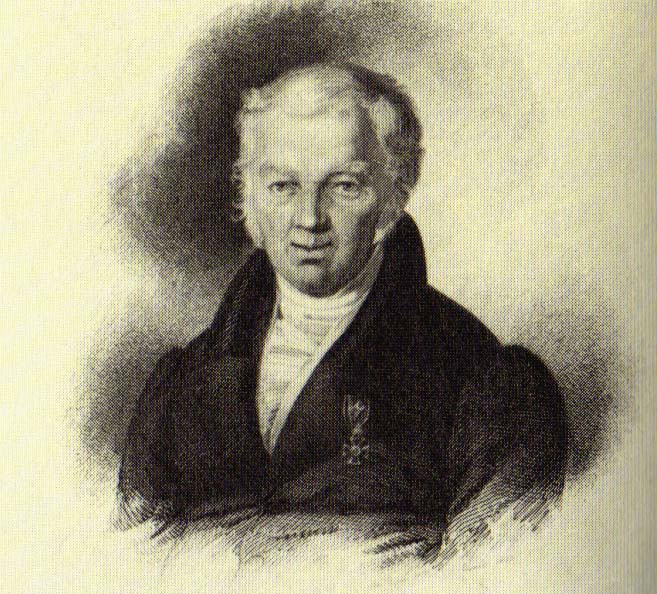
Franz Josef von Gerstner (1756-1832) planifia la construction. Gravure de J. Passini (1833)

Les causes des échecs des projets successifs de canal s’expliquent d'autant plus que le calcul du coût d'un tel projet à caractère montagneux n'était pas suffisamment précis. Pour remédier à ce défaut, fut fondée en 1807 la Société hydrotechnique de Bohême (Böhmische Hydrotechnische Gesellschaft), qui chargea le professeur praguois de mathématique supérieure, le chevalier François Joseph de Gerstner, d'effectuer les calculs topographiques exacts et de présenter une solution pour une voie de communication avec des devis estimatifs. Après plusieurs mois d’étude, Gerstner vint à la conclusion qu'un canal était peu rentable même selon le tracé le plus favorable de Josef Walcher. Il suggéra, en remplacement, de rendre la Moldau navigable de Budweis jusqu'à Joachimsmühle et, de là, construire une voie ferrée vers Katzbach (par Linz). Les calculs détaillés des coûts conduisirent à un projet exclusivement ferroviaire avec un tracé de la ligne plus court. La ligne était orientée désormais de Budweis à Mauthausen, par Freistadt. Les plans de Gerstner furent approuvés en 1808. Au moment même du commencement pour le piquetage du tracé se formait une nouvelle coalition contre Napoléon qui signifiait la fin du projet.

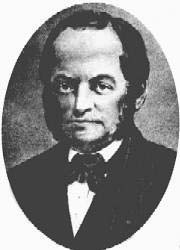
Franz Anton de Gerstner (1796-1840) construisit la rampe du nord, en qualité de premier responsable du chantier

Il se passa une dizaine d’années avant que la Kommerz-Hofkommission (Commission du commerce de la Cour, ou ministère de l’économie) de Vienne se saisisse à nouveau de ce projet de communication. Cette relance avait pour origine la pétition de dix États de l’Elbe qui demandaient à l'empereur la construction d'un canal de la Moldau au Danube après avoir conclu un accord de libre navigation sur l'Elbe. Le contrat pour la réalisation de ce projet fut attribué, en 1820, au chevalier François Antoine de Gerstner, le fils de François Joseph de Gerstner. Gerstner utilisa avant tout sa chaire de professeur à l’institut polytechnique de Vienne pour l’arpentage de la ligne. Après s'être rendu compte sur place des conditions du terrain, il entreprit un voyage d'étude en Grande-Bretagne, qui était alors la première nation industrielle, afin d’approfondir la question des systèmes de canaux et de chemins de fer. Dans son rapport à la Cour, il rejetait comme son père tout projet de canal et proposait, comme lui, la construction d’une voie ferrée. En 1824, il sollicita la concession, pour de 50 ans, de la construction et de l’exploitation d'une voie « de fer et en bois » de Budweis à Mauthausen. Afin d’attirer l’attention d'investisseurs pour le cofinancement de ce projet novateur, il publia une brochure et, par ailleurs, fit construire au Prater à Vienne une ligne de démonstration longue de 225 m. qui suscita beaucoup d’intérêt dans le public et la presse. C'est alors que les banques Geymüller, Georg Simon von Sina et Stametz s’associèrent au projet qui aboutit à la création en 1825 de la Société impériale et royale privilégiée du premier chemin de fer (k.k. privilegierten Ersten Eisenbahn-Gesellschaft), société par actions. Y compris l'apport des fondateurs, la société leva la somme de 850 000 florins, légèrement inférieure au coût estimatif de 900 000 florins. La société acquérait le 12 mars 1825 la concession de Gerstner, lui remboursait le coût des travaux préalables, lui accordait une rémunération raisonnable et lui assurait des honoraires calculés au prorata des résultats au cas où il réussirait à construire le chemin de fer en trois ans et au prix estimatif. Son père devenait consultant.

## Les réalisations

### La ligne Budweis–Linz
Les travaux commencent le 25 juillet 1825 à Netrowitz [Netřebice] (au sud de Budweis [Ceske Budejovice]) (et sont contemporains de ceux de la ligne de Saint-Étienne à Andrézieux, en France). Gerstner et ses presque 6 000 ouvriers furent confrontés à de nombreuses difficultés. Au-delà des difficultés techniques notamment celle de surmonter une différence de niveau de 540 mètres, il a été aux prises avec la résistance de la population locale qui, impliquée en grande partie directement ou indirectement dans le transport du sel à dos de cheval ou en charrette, craignait pour la source de son revenu. En outre, apparurent bientôt des tensions entre le constructeur et le maître d'ouvrage.

#### La construction de la rampe nord

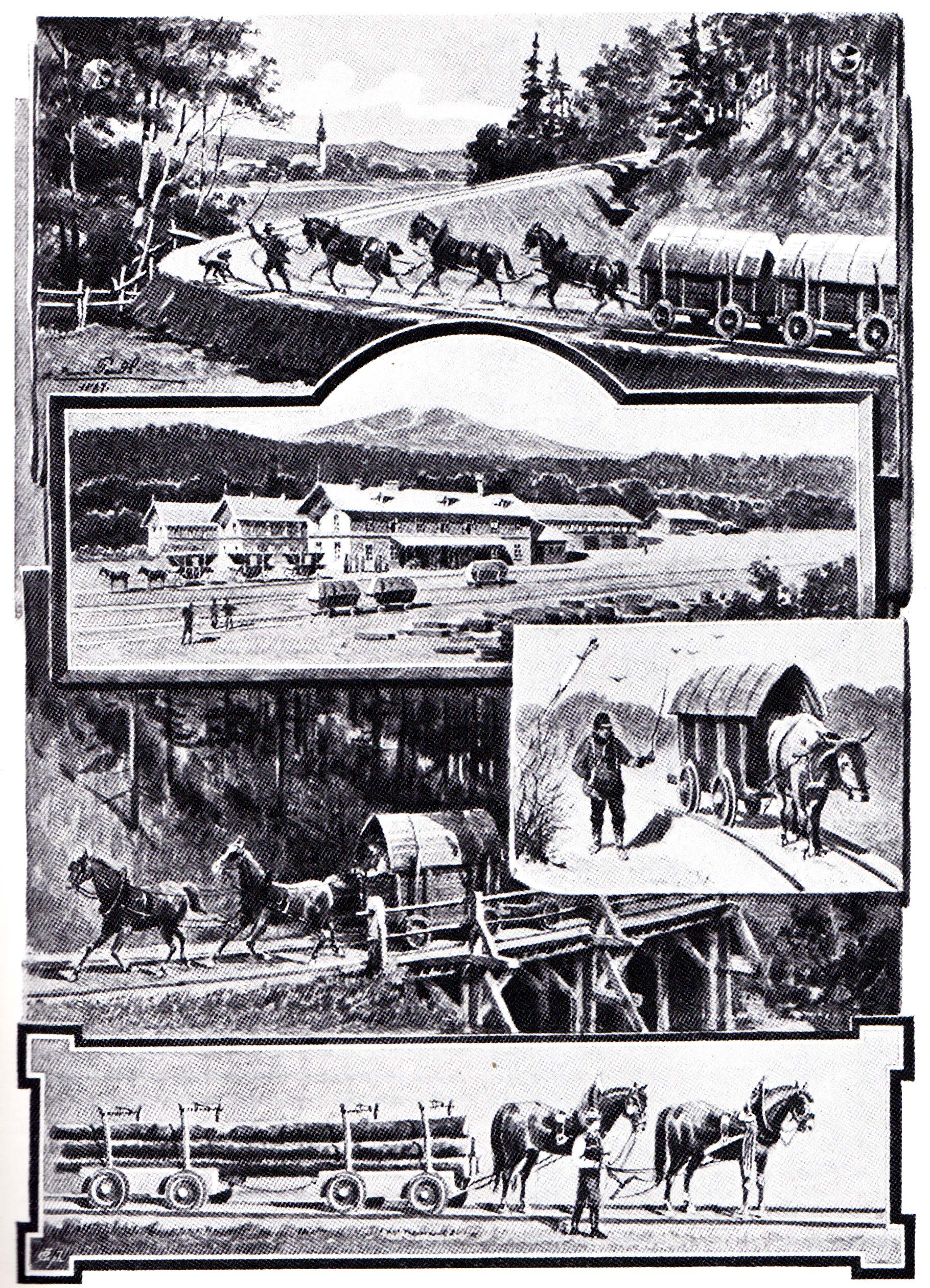
Illustration du premier chemin de fer autrichien, d’après l’esquisse d’une aquarelle de l’officier supérieur Fr. Hölzlhuber

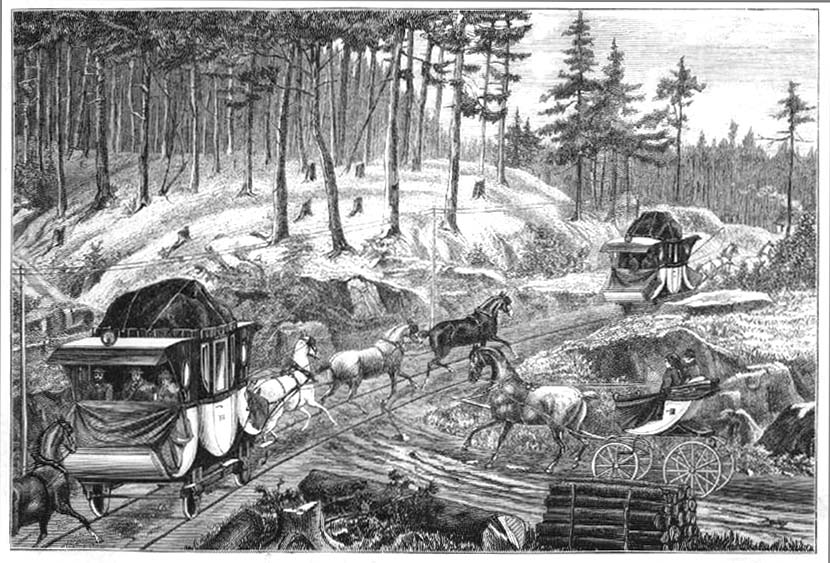
Passager de 1re classe sur la ligne Linz–Budweis, illustration de A.Krúzner

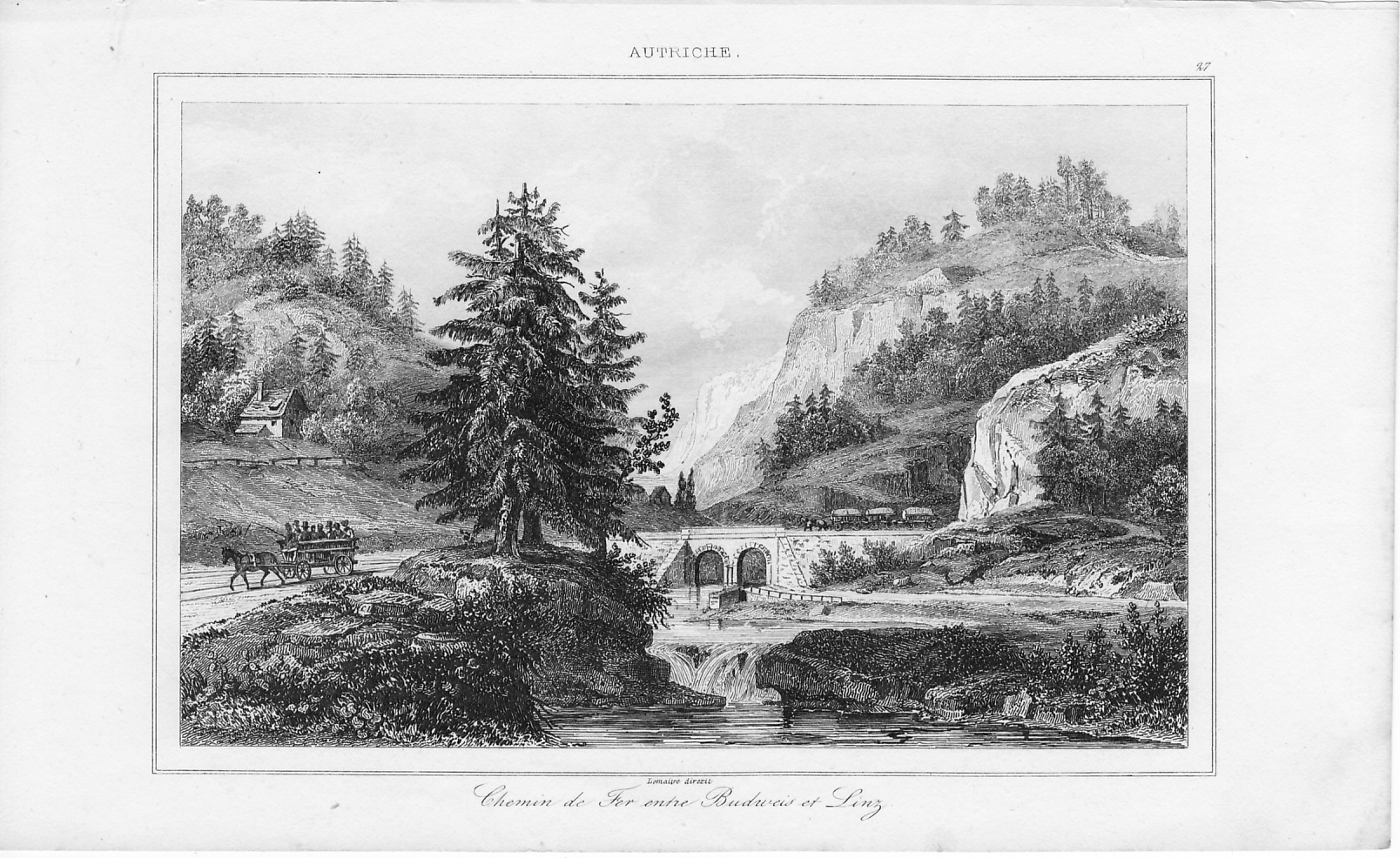
Transport de voyageurs de 3e classe et transport de marchandises

Quand après 16 semaines, furent achevés les premiers 11,5 km, selon une méthode de construction onéreuse même si les travaux avançaient de manière irréprochable, la commission de contrôle de l'État établissait que, dans la perspective d’un accroissement du trafic sur une "durée vraiment éternelle", il convenait de soutenir, dans les remblais, non pas seulement la voie mais son assise complète. Ce facteur de coût supplémentaire considérable, ajouté à la forte augmentation des salaires et des frais de matériel déjà engagés depuis 1825, contraignait à une révision de 910 000 florins (1 florin correspond à environ 10 €) du devis de la construction, passant de 1,2 à 1,5 million de florins. Cette première crise de confiance pouvait être réglée par l’obligation de Gerstner d’apporter au capital social de la société, au-delà de la limite de 1 200 000 florins, ses propres actions d’industrie d’une valeur de 100 000 florins. À l’hiver 1826/1827, Gerstner entreprit un autre voyage d'étude en Grande-Bretagne.
Depuis le 27 septembre, la traction à vapeur sur le chemin de fer entre Darlington et Stockton-on-Tees en Grande-Bretagne était en service, où les machines du „pape de la locomotive“, George Stephenson, remorquaient de lourds trains de charbon, jusqu’à 90 tonnes. Cependant, cette performance était réalisée principalement sur un terrain plan, l'unique déclivité d’importance était franchie au moyen d’un plan incliné actionné par une machine à vapeur fixe. À la suite de son voyage d’études, Gerstner ne proposa pas encore la traction vapeur mais le changement de la gare d’arrivée ; de Mauthausen à Linz, centre commercial plus important. En outre, il existait à Linz un pont sur le Danube sur lequel on pourrait installer les voies et diriger le tracé vers le port salin de Zizlau an der Traunmündung. Cette proposition fut acceptée.
Peu après la fonte des neiges en 1827, Gerstner fit reprendre les travaux de construction et en augmenta le rythme en raison du temps restant fixé par la concession et de la raréfaction des ressources financières, ce qui entraîna des tensions au sein de l’entreprise. Le 7 septembre 1827, la section de Budweis à Zartlesdorf (Rybník, village du district de Dolní Dvořiště) longue de 50 km était ouverte, mais l’exploitation repoussée à fin novembre faute de fret suffisant. Les ouvriers du sel refusèrent l'offre de prendre en charge le service du chemin de fer en contrepartie d’un bail, et refusèrent également de livrer les marchandises à Zartlesdorf. Fin novembre 1827, la poursuite de la construction fut suspendue faute de ressources. Les associés refusaient d'autres paiements à la suite d’un rapport d’expertise, produit par l’un d’eux indépendamment de Gerstner, qui indiquait un coût de la rampe nord à près 100 000 florins et celui de l’ensemble du projet à près de 300 000 florins supérieurs au devis estimatif de Gerstner. Gerstner apporta à ce moment son paquet d'actions, ne se retirant cependant pas encore du projet. Pour minimiser la dépendance envers les ouvriers du sel, il proposa l'introduction de la traction à vapeur en faisant part de son opinion favorable du chemin de fer de Stockton à Darlington. Cependant les actionnaires ne voulaient pas s'engager dans cet investissement supplémentaire risqué et le refusèrent. La proposition de Gerstner, que la Erste Eisenbahn-Gesellschaft pouvait se porter candidate au monopole du transport de sel entre Gmunden et la Bohême, était par contre acceptée et fut menée avec succès. Par suite, les ouvriers du sel se trouvèrent dans la situation de solliciteurs et la solvabilité de la société fut si élevée qu’elle eut l’opportunité d’émettre un nouvel emprunt.
Bien que Gerstner ait également aidé l'entreprise à réduire considérablement l'impôt foncier, il se révéla que la relation de confiance entre lui et les actionnaires fut contrariée de manière irrémédiable. Gerstner a également contribué à des conflits avec ses ingénieurs, en particulier le jeune chef de section Mathias von Schönerer (de). À l’été 1828, la société profita d’un séjour de Gerstner dans la station thermale Bad Ischl pour lui retirer ses pouvoirs de responsable du chantier. Une partie des actionnaires plaidait désormais pour la vente de la rampe du nord achevée et la dissolution de la société, mais préalablement devait être installé le matériel encore disponible. Au début de l’année 1829 se tint, sans Gerstner, une assemblée générale qui prit la décision de terminer la ligne mais de la manière la plus rentable possible en renonçant, ainsi, à la possibilité de la convertir ultérieurement pour une exploitation au moyen de locomotive.
Le 27 février 1829 on mit fin au contrat avec Gerstner. Celui-ci ne retourna pas à l'université, mais participa à des projets de chemin de fer en Angleterre et en Russie, où il construisit, en 1838, la première ligne de Chemin de fer russe, longue de (27 km), entre Saint-Pétersbourg et Tsarskoïe Selo, résidence d'été du tsar. Là, de même, à la suite d’un différend, il décida de partir en Amérique et mourut le 12 avril 1840 à l'âge de 44 ans à Philadelphie en plein travail sur un grand projet de chemin de fer.

#### La construction de la rampe sud

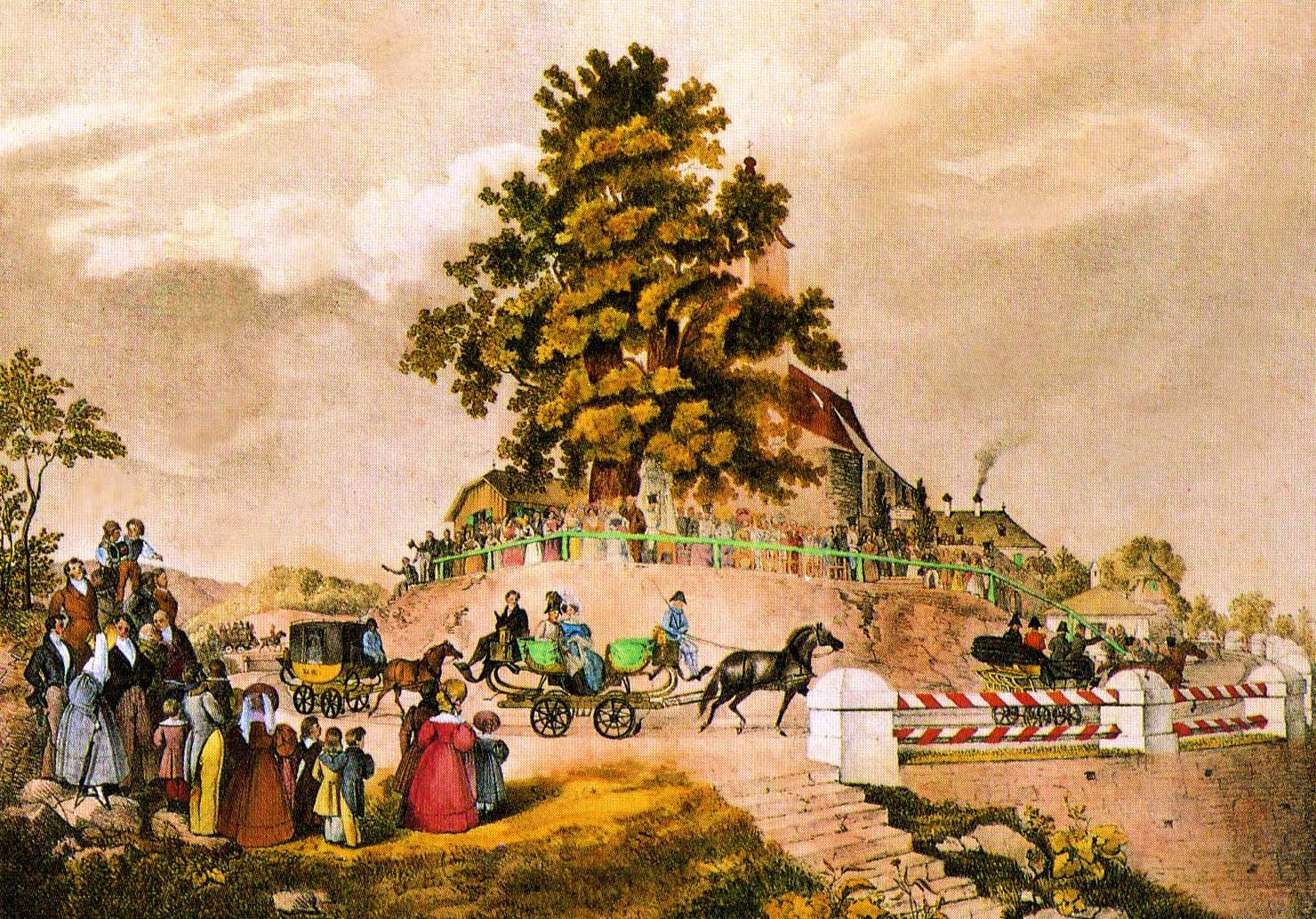
L’empereur François 1er et sa femme à l’occasion de l’inauguration du chemin de fer hippomobile Linz–Budweis à St. Magdalena à Linz (1832). De la banquette arrière, le chef de chantier Matthias Schönerer explique le projet - tableau d'A.Bayer

Quand Gerstner se retira, la voie était achevée jusqu'à Kerschbaum et les matériels pour le prolongement jusqu'à Lest (via Neumarkt) étaient amenés sur place ; plus de la moitié du projet était ainsi déjà réalisé. La direction des travaux était confiée à l'essai à l'ingénieur Mathias Schönerer âgé seulement de 21 ans, père de l'homme politique nationaliste autrichien Georg von Schönerer, qui avait dirigé provisoirement la construction depuis déjà l'été 1828.

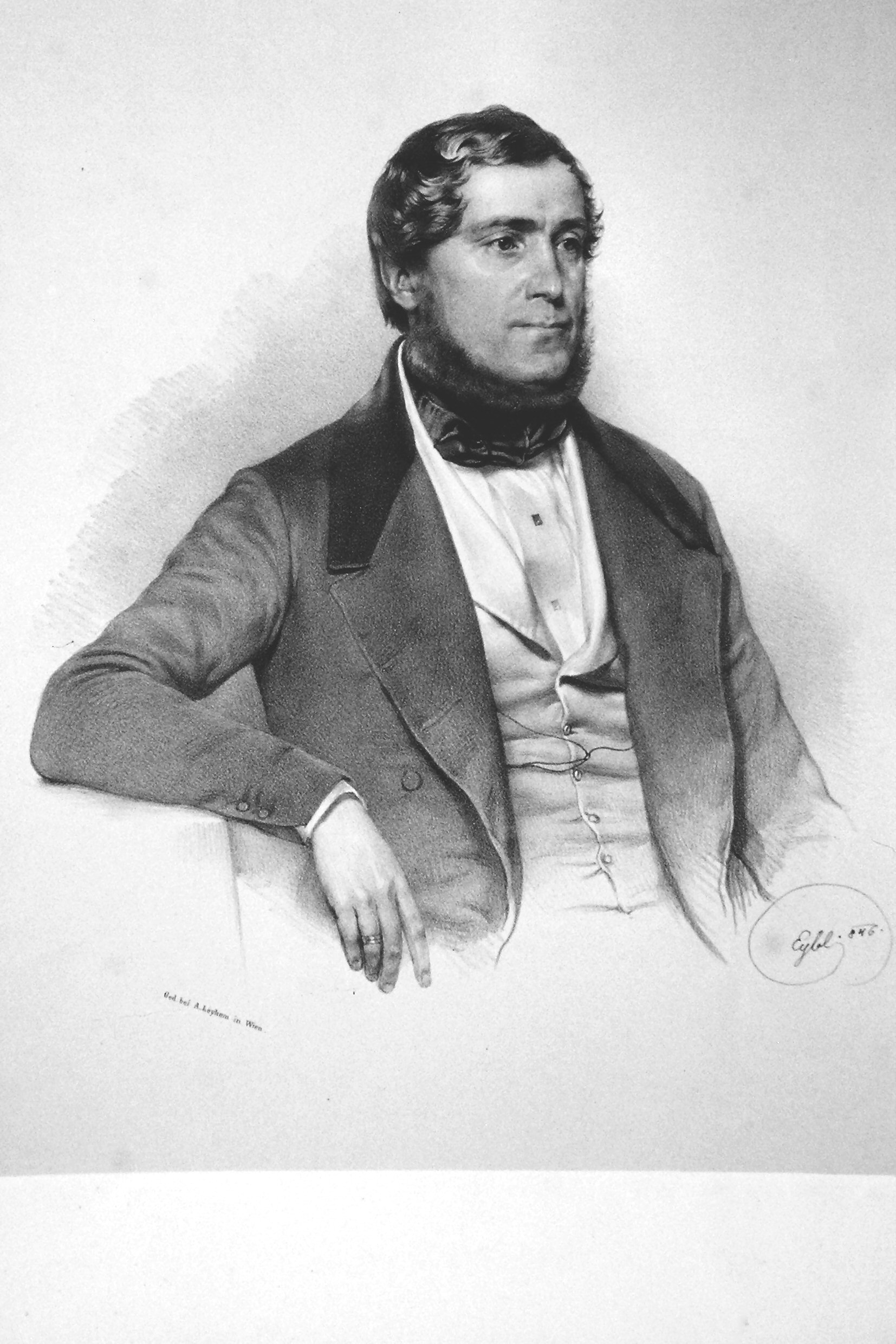
Matthias Schoenerer (1807–1881)

Il avait repris la circulation le 10 octobre 1828 sur la section le Budweis-Trojern-Untersteindörfl et en décembre avait étendu le service jusqu'à Pramhöf (au nord de Kerschbaum). En février 1829 furent commencés les travaux de la section Pramhöf-Lest. Sous l’effet du monopole du transport de sel, la voie fut pour la première fois, le 2 avril 1829, utilisée à plein régime. Cet usage fut bien vite remis en cause, quand l'empereur dû, le 1er novembre 1829, libéraliser le commerce du sel en Bohême et, simultanément, faisait tomber le monopole du transport. L'État compensait partiellement le préjudice subit par la société de chemin de fer en lui vendant ses stocks de sel à Linz, Mauthausen et Budweis ; elle commençait désormais à faire le commerce du sel. Le fait que ce privilège commercial fut transmis de droit au successeur de l'entreprise, le Chemin de fer de l’Ouest (Kaiserin Elisabeth-Bahn (de)), offrait la curiosité de la vente de sel, concurremment aux tickets, dans des stations de chemin de fer du réseau cisleithanien de l’État jusqu’au XXe siècle.
Le 28 avril 1829 Mathias Schönerer était officiellement nommé responsable du chantier, dans la mesure où il avait fait ses preuves pour organiser l’ensemble du projet conformément aux souhaits des actionnaires pour une construction simplifiée. Après la réception de la section Lest-Budweis, le 1er juin 1830, se posait la question de savoir si le tracé devait suivre la direction de Linz ou, par un tracé plus court, celle de Mauthausen. En août 1830, la décision était prise en faveur de Linz. Pour le financement de cette section, de nouvelles actions furent proposées à la souscription qui rapporta 450 000 florins qui permirent d’achever le projet.
C’était une importante modification du tracé pour minimiser les frais. Là où Gerstner avait prévu des courbes de rayon de 180 m, Schönerer les abaissa jusqu’à 38 m, parfois même à 20 mètres.
Lorsque cela fut possible, il évitait les tranchées et le terrassement de remblais coûteux composés de noyaux de soutènement. S’agissant des déclivités, la rampe du nord avait une pente de 8 ‰ (une fois 10 ‰), [((de)) während man im Süden bis 21,8 ‰ in Kauf nahm⇔alors qu’il fallait s’accommoder au sud d’une pente jusqu'à 21,8 ‰]. La section Lest-Urfahr fut achevée au début de l'été en 1832 et ouverte solennellement, comme la totalité de la ligne, le 1er août 1832. À cette occasion, l'empereur s’était déplacé en personne accompagnée de son épouse Caroline Auguste. Les coûts réels de construction de la rampe sud s'élevaient à environ la moitié de ceux de la rampe nord (un peu plus longue), soit un coût final de l’ensemble d'un montant de 1 654 322 florins.

### La ligne Linz-Gmunden
Là aussi l'histoire de cette voie de communication commençait par un projet de canal. Dans la mesure où l’entretien de la voie navigable pour le transport de sel sur la Traun absorbait par an des moyens considérables, la chancellerie envisageait en 1814 la construction d'un canal navigable de Stadl à Lambach jusqu'à Zizlau au moyen d’une canalisation de la Traun. Le plan ayant été abandonné en raison des coûts élevés, l'Administration des salines proposa à la place un chemin de fer hippomobile. En 1818, le directeur impérial et royal des constructions du gouvernement régional, Ferdinand Mayr (1767-1832), remettait un projet dont le coût était estimé à 285 000 florins. Cependant, le capital ne put être réuni.

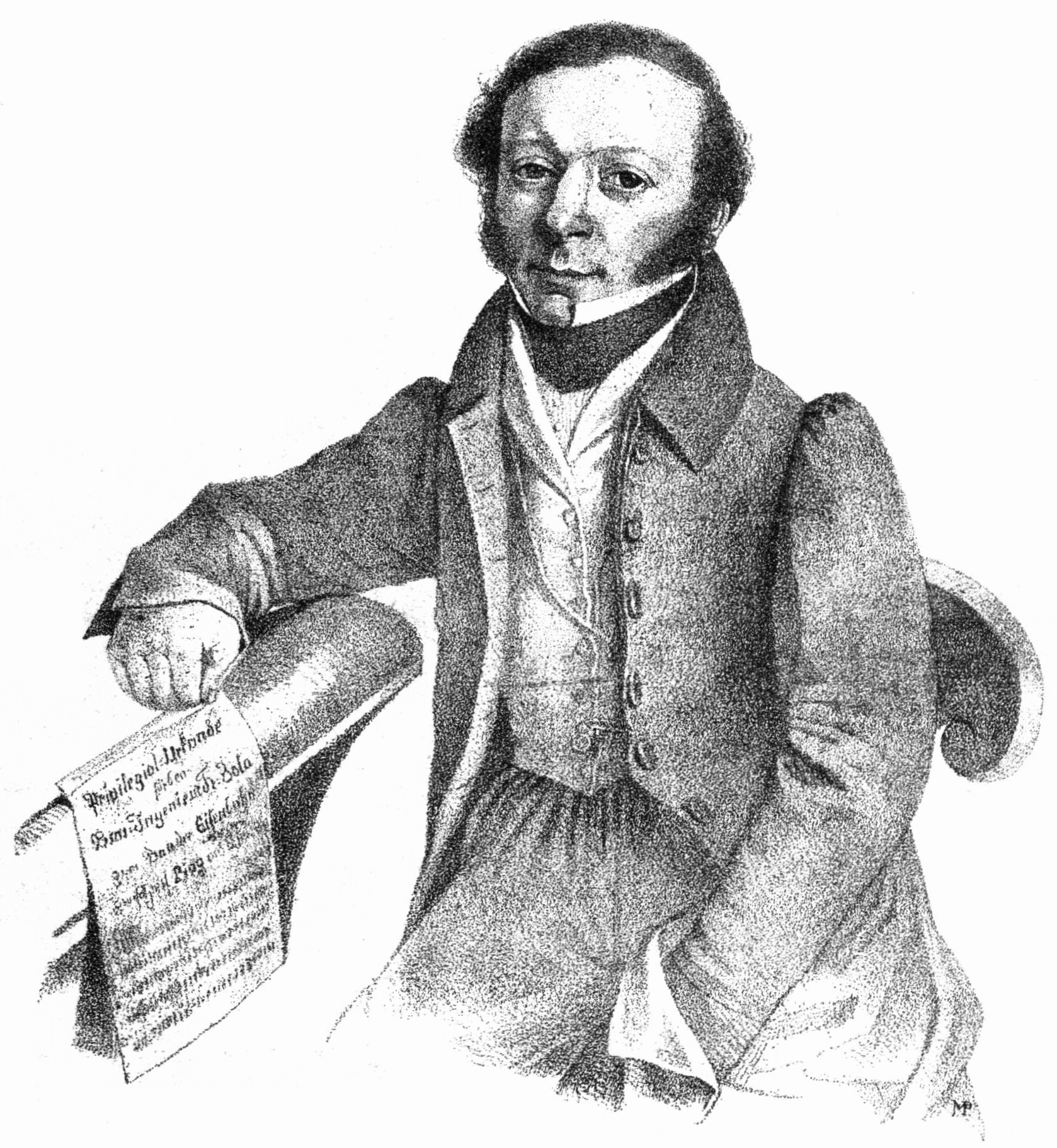
François Zola

En 1829, François Zola (1795-1847), un ancien ingénieur de Franz Anton Gerstners et père de l'écrivain Émile Zola, acquit le privilège de la construction de chemins de fer Linz-Gmunden. Zola avait précédemment servi comme officier autrichien d'origine italienne lombarde et, au cours de son service à la garnison de Padoue, avait poursuivi ses études à l'université locale où il s'était fait un nom pour un travail sur le nivellement des terres. En 1819, il démissionnait de l'armée pour prendre un emploi au service du cadastre à Trieste. De là, il fut recruté par De Gerstner pour la construction de la voie ferrée, puis quittait avec celui-ci l'entreprise.

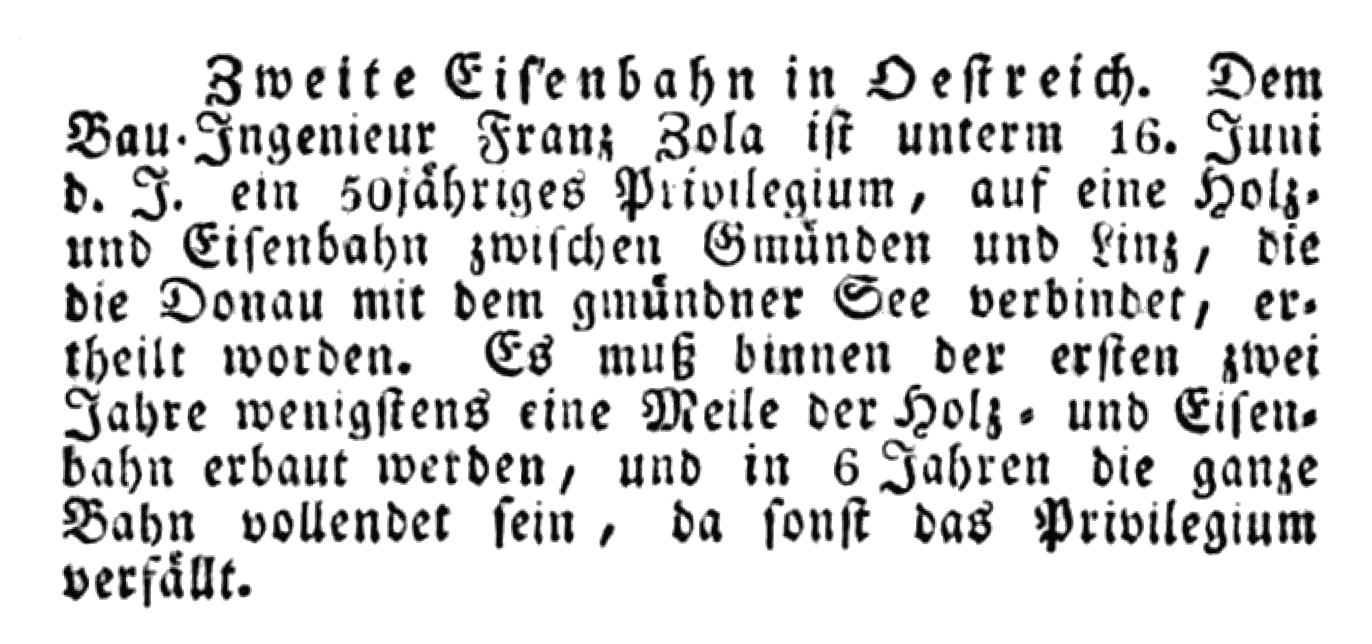
Privilège accordé le 16 juin 1829 à l'ingénieur François Zola, d'une durée de 50 ans, pour la construction d'un "chemin de bois-et de fer" entre Gmünden et Linz

Cependant Zola avait tracé la ligne Linz-Gmunden à ses frais, mais ne trouva aucun prêteur au cours des deux ans au-delà desquels le privilège s'éteignait. Par suite, Zola désabusé quittait l'Autriche et s'installait dans le sud de la France. Après lui, les investisseurs du chemin de fer Linz-Budweis (les maisons de banque Geymüller, Sina et Stametz) se portèrent candidats à la concession et en reçurent l’adjudication en 1833. Puisque l’expérience acquise avec Schönerer comme responsable de la construction avait été concluante, on lui confia cette même tâche pour la construction de cette ligne. Au printemps 1834 on arpenta le tracé, et à l’été 1834 débuta la construction. Le terrain offrant peu de difficultés, les travaux avancèrent rapidement. Ce n'est qu'après Traundorf, au-delà de Gmunden, que se trouvait une pente de 39 ‰. Pour relier la nouvelle ligne à celle en direction de Budweis, une voie fut posée en 1835 sur le pont en bois au-dessus du Danube à Linz jusqu'à la maison principale de péage, portant ainsi la longueur totale de la ligne à 128,85 km jusqu’à Budweis. En 1836, la ligne était achevée jusqu’à Gmunden y compris un embranchement de 2,5 km de long rejoignant le port de Zizlau. Ce n’est qu’en 1842 que fut fixé définitivement le terminus sur la place de l’hôtel de ville de Gmunden.

### La voie charbonnière
En 1854 est créée par la Compagnie de chemin de fer et des mines de la vallée de Wolfsegg et de la Traun (Wolfsegg-Traunthaler Kohlenwerks- und Eisenbahngesellschaft) une voie ferrée charbonnière à vapeur longue de 11 km. Elle menait de la station de Breitenschützing, où elle se raccordait au chemin de fer de l’impératrice Elisabeth ouvert quelques années plus tard, au-dessus du bassin houiller à Hausruck. Elle reprit l’emprise du chemin de fer hippomobile et s'appuyait aussi par ailleurs sur les expériences des ingénieurs de ce projet.
Elle fut en service plus d’un siècle et rappelait encore avec son emprise singulière la Erste Eisenbahngesellschaft et sa voie, alors même qu’elles faisaient depuis longtemps partie de l’histoire.

## L’exploitation du chemin de fer

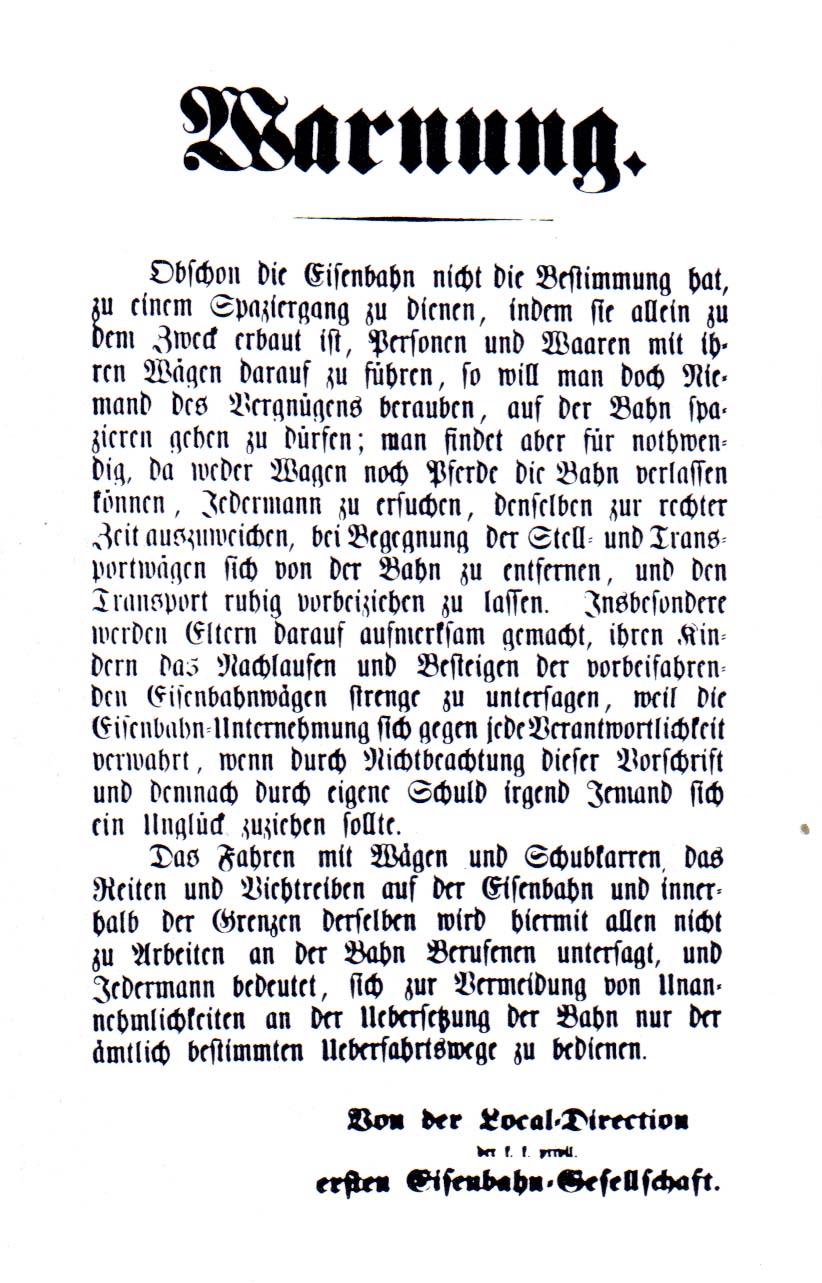
Instructions pour le promeneur sur le tracé de chemin de fer

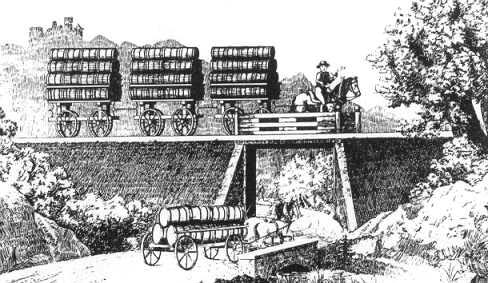
Comparaison de la traction rail-route

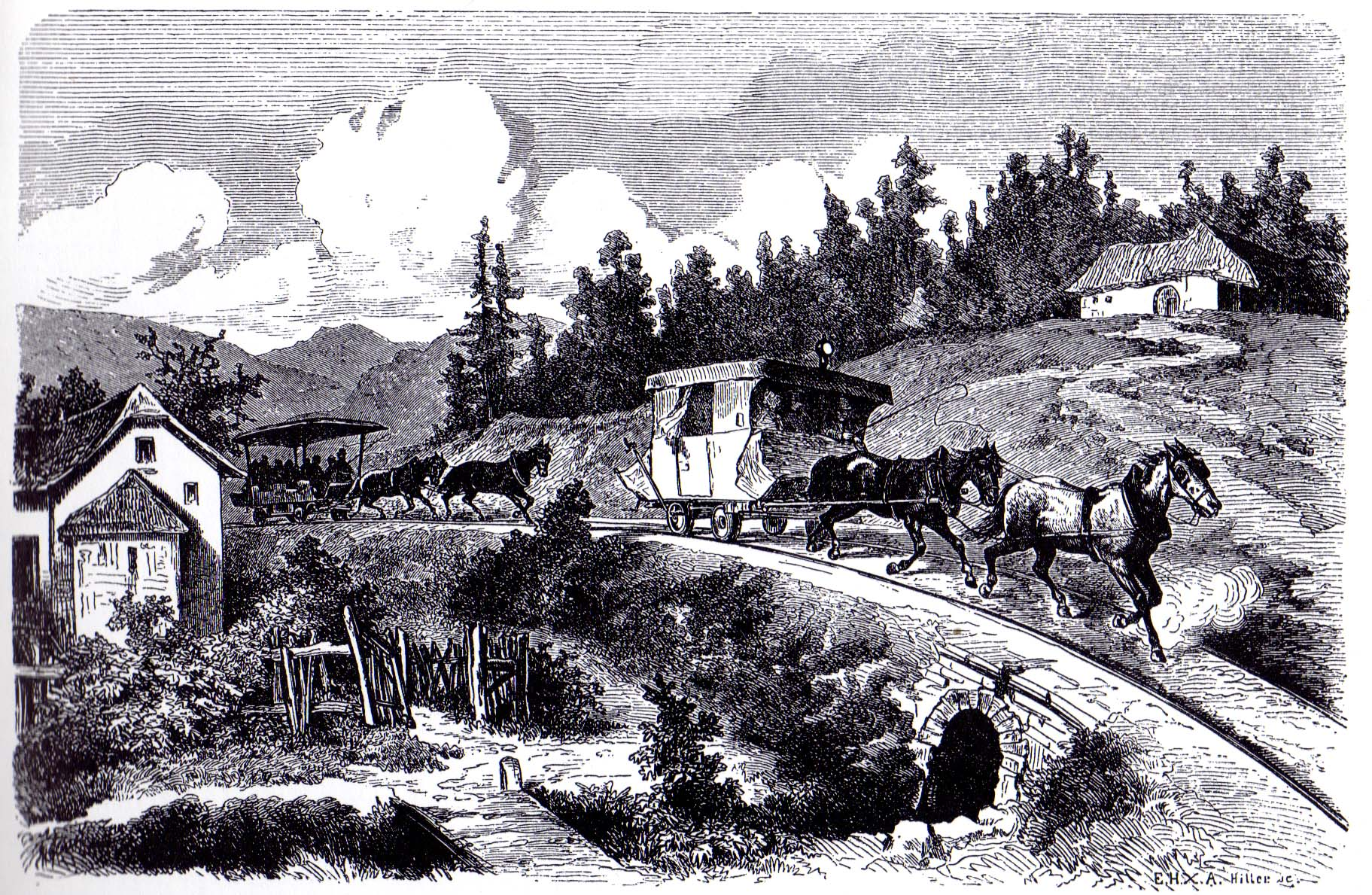
service animé sur la ligne Linz–Budweis

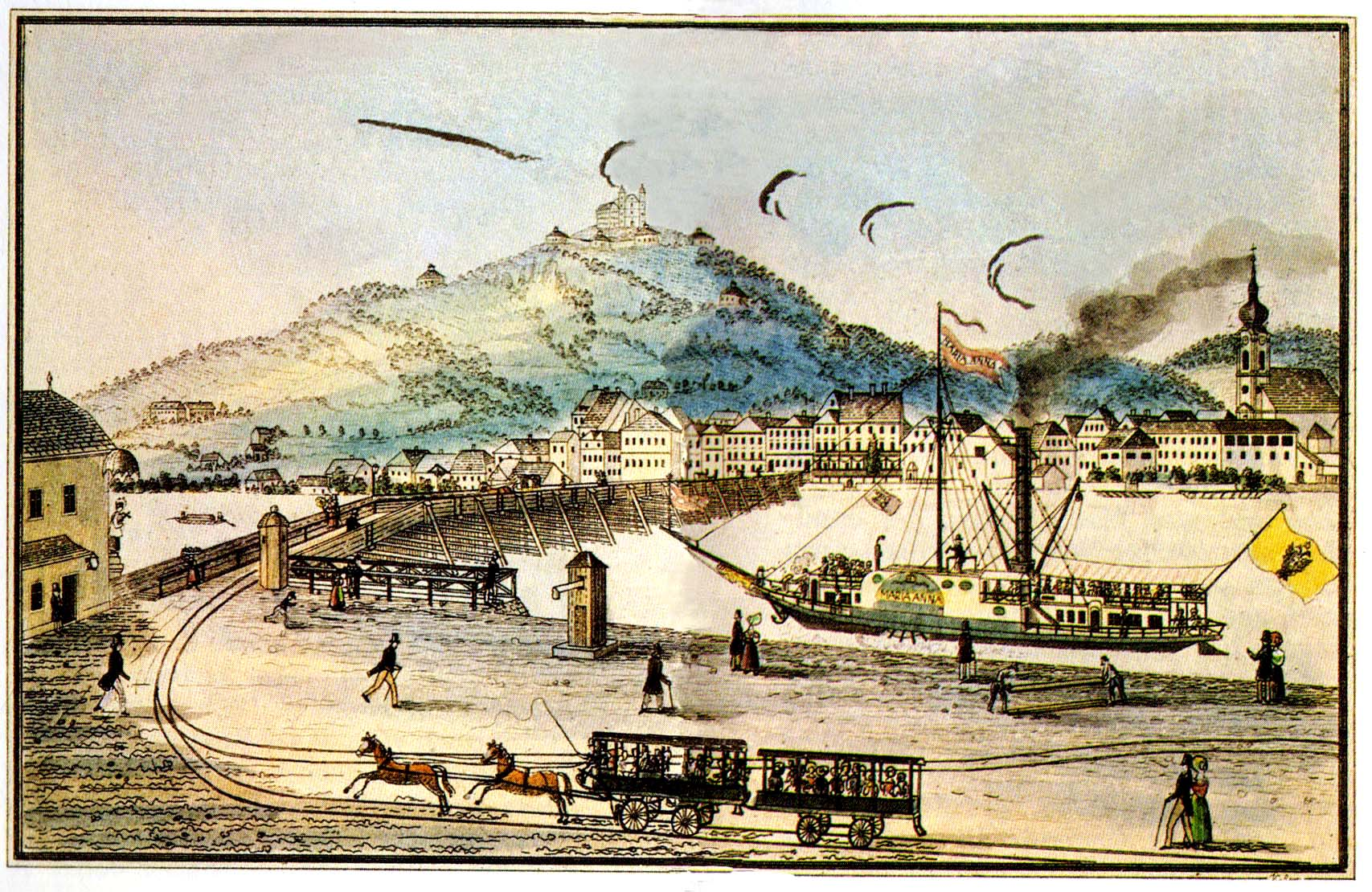
Départ du voyage d'excursion à Linz - circa 1840 (J.V.Reim)

Même après l'ouverture officielle de la ligne de chemin de fer Linz-Budweis (128 km) le 1er août 1832, le trafic se limitait avant tout au service marchandise. En particulier, il devait rester de loin (95,8 %) sur la ligne de Budweis la source principale de revenus, le transport du sel représentant dans 52 % des bénéfices. Cependant, le revenu du service marchandise restait dans un premier temps nettement inférieur aux prévisions de De Gerstner. Au lieu de 1 060 000 WrZtr estimés (WrZtr : quintal viennois = 56 kg), en 1834 étaient transportés seulement 405 400 WrZtr (22 702 tonnes). L’utilisation de la ligne pu, certes, être améliorée au cours des années suivantes, mais finalement ce fut le prolongement jusqu'à Gmunden qui amena l’augmentation corresponde aux prévisions. Ainsi, en 1843, 350 000 tonnes de sel et 325 000 tonnes de marchandises étaient transportées, dont le charbon de Bohême qui prit une importance croissante et pour lequel il y avait des clients dans la région de Linz. En 1840, le fret ferroviaire était déjà meilleur marché de près 60 % que le transport normal par charrette. Par section, la vitesse des trains de marchandises était de 4 km/h ; par jour, 40 kilomètres étaient parcourus au maximum. Le tarif marchandise était, en 1840 de Linz jusqu'à Budweis, de 30 couronnes pour 56 kg de sel (1 tonneau), 32 couronnes pour 1 seau vin (environ 57 litres), 24 couronnes pour les autres marchandises. Les périls étaient constants toute l'année.
Le transport des personnes débuta par des voyages d'excursion occasionnels, la première circulation systématique fut ouverte en 1834 avec des trains supplémentaires pour la foire d’Urfahr qui permirent le transport de 2 379 personnes. L'autorisation officielle pour la mise en œuvre du transport des voyageurs intervint le 10 mai 1836. Dès ce moment-là, des "trains de grand parcours" quittaient chaque jour, à 5 heures du matin, les deux têtes de ligne [Linz et Budweiss]. À l'heure du déjeuner, ils se rencontraient au point supérieur de la ligne, à Kerschbaum, où on disposait d’une heure pour prendre un repas dans le premier buffet de gare d'Europe. À 19 heures, on arrivait à la gare terminus. À côté de ces "trains de grand parcours" circulant seulement une fois par jour, il y avait d'autres voyages de passagers de Linz jusqu'à Lest (près de Freistadt). Les habitants de Linz prenaient également volontiers le chemin de fer pour des promenades en banlieue à St Magdalena ; c’est la raison pour laquelle sur la place de la gare à Urfahr et, plus tard, aussi à la maison de péage à Linz, des voitures étaient toujours tenues prêtes. En 1840, 10 000 voyageurs furent transportées, un chiffre qui monta jusqu'à 16 000 en 1848. Pour le trafic voyageurs, des vitesses moyennes de 10 à 12 km/h étaient atteintes, voire 15 km/h dans les descentes. Les trains de voyageurs circulaient seulement d’avril à octobre. Un voyageur (circa 1840) décrit ses impressions :
« Avant de partir, de nombreuses formalités sont effectuées. Les agents du chemin de fer devaient apposés sur les billets la gare de destination, la date, l’heure, etc. Le départ est donné à 5 heures précises. Quel plaisir de voyager sur une telle voie ferrée! Aucun grondement, aucune secousse - on glisse dessus comme dans le ciel... Pour une forte pente, un cheval de renfort est attelé. Peu avant Lest, notre voyage a été désagréablement interrompu par un train chargé de tonneaux de vin. Comme la ligne est à voie unique, nous n'avions pas le choix - nous ne pouvions pas revenir au dernier évitement - avec le cocher que de sortir notre voiture hors des rails et de laisser passer le convoi en sens contraire.. »
Alors que ce voyageur était totalement satisfait du déjeuner à Kerschbaum, l'écrivain Franz Carl Wiedmann en 1837 ne partageait pas cette impression :
« Kerschbaum est l'endroit où déjeuner ordinairement. Trois grandes tables sont déjà préparés dans la salle à manger. La société rencontrée ici se compose de 42 personnes, toutes des quatre voitures.... Le plat simple se composait de soupe, de viande de bœuf et de deux sauces, de rôti et salade. Le rôti se partageait en poulet rôti et gibier. Le dernier était totalement immangeable et répandait une horrible odeur désagréable dans toute la pièce. Les autres plats étaient bien préparées. On payait 3 couronnes, une bouteille de bière comprise. Le café noir est payé en extra. [((de)) Der Wildbraten abgerechnet, welcher auf allgemeines Verlangen sogleich hinausgeschafft ward, ward den Gerichten weidlich zugesprochen⇔] »
Le triomphe de chemin de fer à vapeur stimulait aussi la Erste Eisenbahn-Gesellschaft. Puisqu'un réaménagement de la ligne Linz-Budweis n'était pas possible, on devait se limiter au renouvellement de l'équipement de la ligne Linz-Gmunden. En 1854, les premiers essais indiquaient que les rails plats utilisés jusqu'alors n’étaient pas adaptés au poids des locomotives et se cassaient souvent. On reconvertit pourtant la ligne de Gmunden à la traction à vapeur. Entre Linz et Lambach, le changement s’appliquait aux trains de marchandises le 1er mars 1855, et aux trains de voyageurs le 1er mai de la même année. Le 1er juin 1856, la traction à vapeur était engagée jusqu'à Englhof (aujourd'hui Engelhof) et le 1er septembre jusqu'à Gmunden/Traundorf. La liaison de Traundorf jusqu'à la place principale de Gmunden restait réservé aux chevaux en raison de la forte pente terminale. Dans la mesure où la traction à vapeur accumulait les ruptures de rail et les accidents, on se décida finalement au remplacement des rails plats par des rails à champignon et des traverses.

## La fin du chemin de fer hippomobile
Avec la construction du Chemin de fer de l’impératrice Elisabeth (chemin de fer de l'Ouest) s’écrivait petit à petit la fin du chemin de fer hippomobile. Déjà à l’occasion de l'octroi de la concession du chemin de fer de l'Ouest, le ministère des finances avait tenu compte du fait que dans la région de Linz, où la Erste Eisenbahngesellschaft était protégée des lignes concurrentes par « des privilèges exclusifs », des difficultés pouvaient survenir. Par exemple, en verte du § 6 du document de concession, les deux sociétés devaient rechercher une solution à l'amiable. Si elles ne parvenaient pas à un accord, les contractants devaient se soumettre à l’arbitrage de la chambre impériale. De tels pourparlers ne dérangeaient pas les actionnaires de la Ersten Eisenbahn-Gesellschaft puisque leur entreprise, en raison de la compétition grandissante des « vrais » chemins de fer, n'était de toute façon pas capable de survivre sans modernisation coûteuse. Ils rejetaient donc le dédommagement pour atteinte à son privilège et insistaient pour une reprise complète de leur société. Puisqu’ainsi aucun consensus ne pouvait être réalisé, le ministère des finances décida à leur place. Le Chemin de fer de l'Ouest devait acquérir le privilège du Linz-Budweis (1824) ainsi que celui du Linz-Gmunden (1832) avec un prix d'achat dépassant de 80 % le fonds social de l'ancienne société. En plus elle avait l'obligation de convertir le chemin de fer hippomobile Linz-Budweis, avant 1874 au plus tard en un chemin de fer moderne, c'est-à-dire à voie normale.

### Linz-Budweis
Après le paiement du prix de son rachat, la Erste Eisenbahngesellschaft se dissolvait le 30 juin 1857, à la satisfaction de ses actionnaires. L’infortunée compagnie du Chemin de fer de l'impératrice Elisabeth dû faire face simultanément au Chemin de fer du prince héritier Rodolphe, qui devait construire une liaison Nord-Sud de la mer Adriatique jusqu’à Budweis, par Villach, St Michael, Selzthal et St Valentin, vers le chemin de fer de l’empereur François-Joseph. Toutefois, le ministère des finances transférait la construction de la liaison St Valentin - Budweis au chemin de fer Elisabeth, puisque la moitié de cette ligne pouvait aussi être utilisée par la ligne Linz-Budweis. Le chemin de fer Elisabeth se décidait à réunir les deux lignes en direction de Budweis à Gaisbach-Wartberg. La mise en œuvre de ces projets nécessitait la construction de deux ponts sur le Danube, puisque le vieux pont en bois de Linz, qui se trouve sur la place du "Nibelungenbrücke" d'aujourd'hui, n'était pas adapté à une circulation ferroviaire moderne, ni avec la nouvelle direction de tracé du chemin du chemin de fer incluse dans l'accord. En raison du trafic important attendu de la ligne Prague-mer Adriatique, le nouveau pont de Mauthausen a été construit à deux voies, qui devait se révéler comme un mauvais investissement en raison de l'évolution politique. La nouvelle ligne St-Valentin - Gaisbach/Wartberg - Budweis était achevée en 1871, la « conversion » de la ligne Linz-Gaisbach/Wartberg deux ans plus tard. Consécutivement, le nom de "chemin de Budweis" s’appliqua aux lignes le Linz/St Valentin - Budweis. Le dernier train officiel du chemin de fer hippomobile circula le 15 décembre 1872 de Linz à Lest. Aujourd'hui, il n’existe aucune liaison de St Valentin à Gaisbach/Wartberg. Désormais, tout le trafic ferroviaire est dirigé sur ligne Linz - Gaisbach/Wartberg (Chemin de fer du Summerauer).

### Linz-Gmunden
Après l'ouverture de la section Linz-Lambach du chemin de fer Elisabeth, l'ancienne ligne du chemin de fer hippomobile entre Linz (gare du midi) et Alt-Lambach (aujourd’hui Stadl-Paura) était fermée et démolie en 1859, y compris l'embranchement de Zizlau. Aujourd'hui encore à Linz, le marché de la gare du midi rappelle le souvenir de l’ancienne gare du midi. Entre Alt-Lambach et la gare de Lambach du chemin de l'ouest, un raccordement a été construit. La ligne Lambach-Gmunden était considérée comme un embranchement du chemin de fer de l'ouest. Après la nationalisation, un service de boggies-porteur a été introduit sur la ligne de Gmunden ; les wagons pour voie normale étaient mis sur des boggies-porteur circulant sur voie étroite. En 1903, la ligne a été convertie à l’écartement normal. Au début des années 2000, ne subsiste plus qu’un trafic de marchandise, principalement dominé par les usines de papier de Laakirchen et Steyrermühl. Le trafic passager utilise l’ancien tracé seulement entre l’ancien place de la gare d’Englhof (aujourd'hui Englhof) et la gare du bord du lac de Gmunden, qui est utilisée par le Traunseebahn (chemin de fer local Gmunden-Vorchdorf).

## Détails techniques du chemin de fer hippomobile

### Le tracé

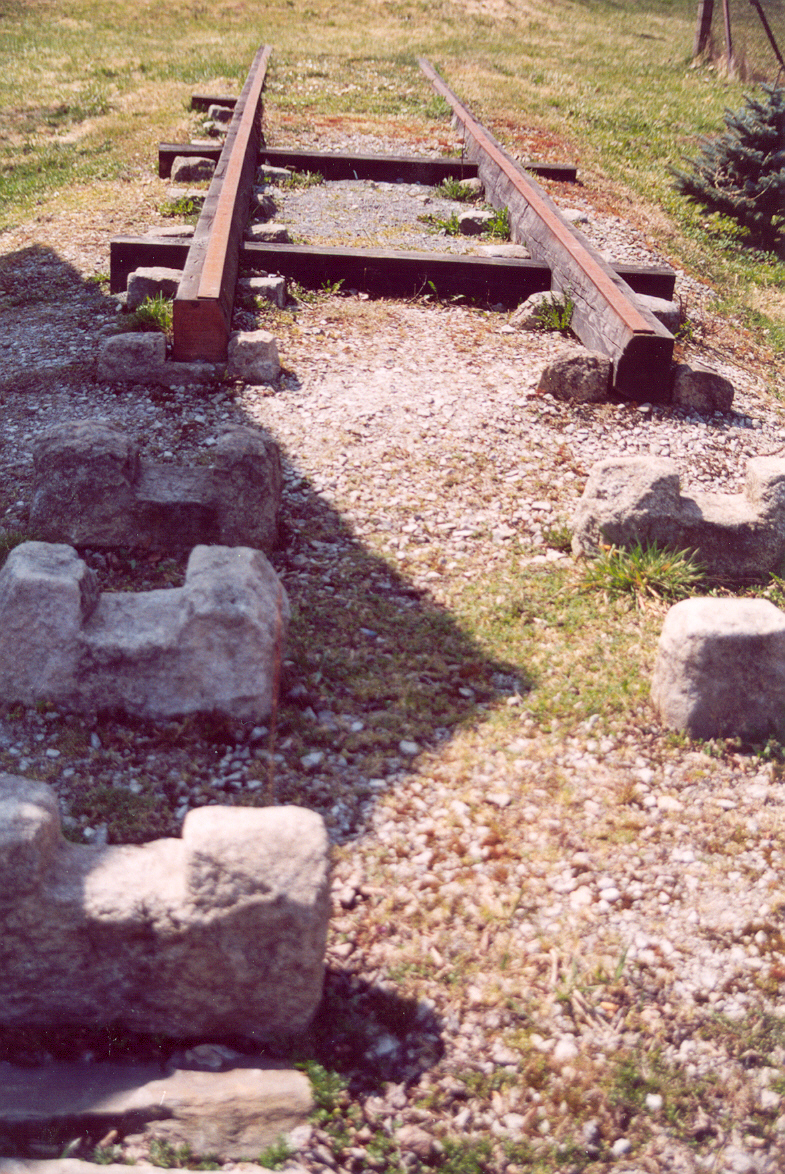
Reconstitution partielle de la superstructure du chemin de fer hippomobile

La ligne à voie unique avec de nombreux évitements reliait Budweis à la maison principale de péage à Linz sur une longueur de 128,8 km (17 ½ lieues autrichiennes). De la maison principale de péage jusqu'à la place principale de Gmunden, c'étaient 67,9 km supplémentaires. La ligne vers Budweis avait un caractère montagneux. De Linz (254 m d’altitude), la voie devait s'élever non loin du sommet de Kerschbaumer (714 m d’altitude). Jusqu’à Budweis, la ligne avait une pente jusqu’à 385,5 m d’altitude. La déclivité maximale était de 21,8 ‰.

### L'infrastructure

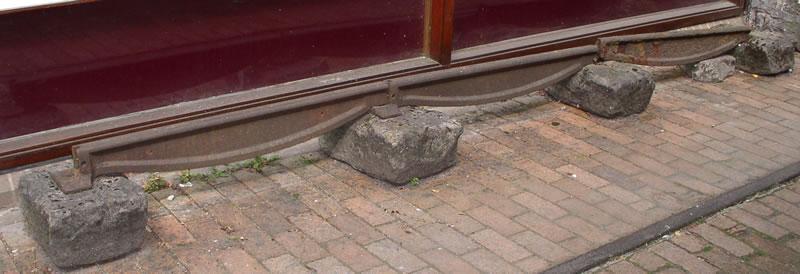
Rail en fonte à ventre de poisson reposant sur des dés en pierre

Pour la construction au sol de l'infrastructure, des traverses (longrines) en bois ont été posées longitudinalement ("voie de bois") sur lesquelles étaient cloués des règles en fer forgé ou en fonte (d'où le terme « de voie mixte en fer et en bois »). L’écartement était de 1 106 mm. Il y avait des traverses pas trop rapprochées posées transversalement, cela avait l'avantage que l'espace entre les longrines – empierré et recouvert d’une couche de sable - servait aux chevaux comme chemin de trait confortable. Dans la ville, ou aux passages à niveau, on posa des « rails en fonte à ventre de poisson », qui reposaient dans des pierres taillées en forme de « U » (voir image), [((de)) die eingepflastert wurden⇔], pour empêcher un changement de voie.
Dans les remblais, Gerstner avait incorporé sous la "voie de bois" des renforts en pierre, connue sous le nom "murs d'ornière", qui ont été omis sur la rampe sud. Ultérieurement dans la zone des courbes les traverses posées transversalement en bois ont été remplacées ; l’intervalle entre les traverses était d’une toise (1,9 m).

### Le matériel roulant

#### Les wagons de marchandise

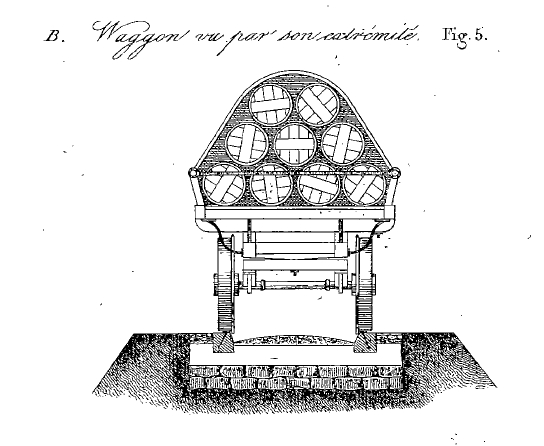
wagon circulant sur la ligne Budweis–Linz

Au total, la compagnie du chemins de fer disposait d'environ plus de 1 000 wagons de marchandise. C'étaient des wagons à deux essieux et bord bas qui, en raison des courbes prononcées de la voie, avaient un empattement très court. Selon le trajet, ils étaient chargés de 2,5 à 3,5 tonnes. De tels wagons pouvaient transporter, par exemple, 40 tonneaux le sel, chacun de 56 kg. Ultérieurement, des wagons spéciaux ont été utilisés ; pour les marchandises sensibles il y eut des wagons à bord haut avec un couvert en tôle ainsi que des wagons à quatre essieux pour le transport du bois en long, du charbon et des pierres. Dans la mesure où le poids spécifique des wagons britanniques avec leurs roues en fonte ou en fer forgé limitait fortement la capacité de chargement sur un trajet montagneux, Gerstner s'était décidé pour des roues en bois sur lesquelles le métal était utilisé seulement pour le moyeu, la périphérie des roues et leur boudin. Cela augmentait, certes, la sensibilité aux irrégularités de la voie, cependant la charge utile était augmenté de plus de 25 %.

#### Voitures de voyageurs

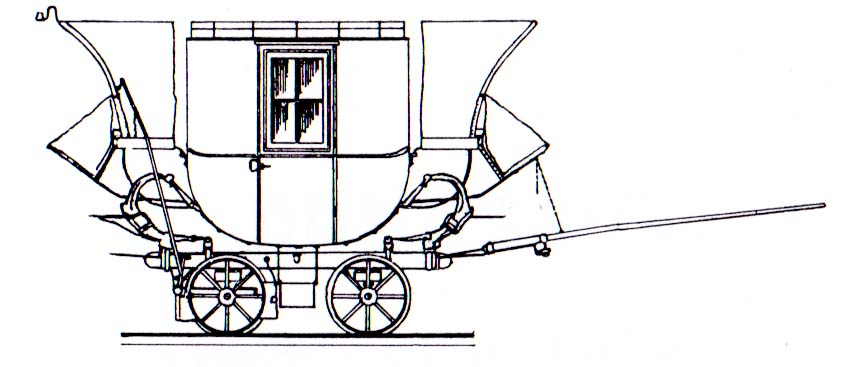
Voiture de 1re classe, employée sur la ligne Budweis–Linz.

Au début du trafic des voyageurs, il n'y avait encore aucune classe de voiture, mais seulement des voitures couvertes et découvertes. Plus tard, une distinction a été faite par classes. Une voiture de 1re classe sur la ligne de Budweis avait 4 à 9 places à l'intérieur et à l'extérieur ; sur la ligne de Gmunden 4-12 sièges à l'intérieur et 4-8 à l'extérieur. Pour la 2e classe, il y avait 6 sièges à l'intérieur et à l'extérieur ; sur la ligne de Gmunden 12 à 24 sièges à l'intérieur et 8 sièges isolés à l'intérieur. Pour la troisième classe, des wagons couverts étaient utilisés. Sur la ligne de Gmunden, il y avait seulement deux classes. En 1857, le chemin de fer disposait de plus de 96 voitures des différents types. Ceux de 1re et 2e classe étaient comparables à des diligences (voir photo). On pouvait aussi amener sa propre diligence, qui était chargée, y compris les passagers, sur ce qui était appelé une « voiture d'équipage ». Dans des voitures plus longues, le transport des chevaux était possible.

### La traction
La société disposait à pleine exploitation de plus de 600 chevaux, presque exclusivement des Noriker qui se révélaient forts et frugaux. Des tentatives avec des bœufs qui auraient été meilleur marché à l'entreprise (le foin au lieu de l'avoine ou le maïs), ont échoué avant tout à cause d’une fatigue plus rapide et d’une allure faible. Détails du rapport d'expérience en 1846 :
« …outre sa qualité naturelle, le bœuf est peu docile, pas aussi sensible que des animaux plus nobles ; aussi sa marche est incertaine, maladroite et indocile, il a souvent peur face à des éléments insignifiants, des personnes de passage, des parapluies, etc. et quitte ainsi très souvent la voie, nécessitant une attention particulière des guides. Comme nos guides sont tout à fait ignorants de la langue allemande, il va sans dire que même les expressions des populations montagnardes, auxquelles ces bœufs sont habitués, ne peuvent être prononcées et pas davantage connues… »
Sur terrain plat, deux chevaux attachés l’un derrière l’autre pouvaient tirer quatre voitures entièrement pleines d’environ 60 voyageurs ou trois à quatre wagons de marchandises, chacun de 2 520 kg (45 quintaux de Vienne). Pour les montées, on attelait jusqu'à trois chevaux ou on divisait le train.

### La superstructure
Les gares, dénommées place de relais, sur la ligne de Budweis étaient distantes l'une à l'autre d’environ 20 km et sur la ligne Gmunden de 15 km. Ces distances avaient été retenues pour qu'un cheval, dans une journée de travail, puisse aller d’une gare à l’autre et de là, avec un train en sens contraire, revenir à son écurie. Ainsi, le chef de gare (« expéditeur ») avait en règle générale la responsabilité de ses chevaux. Il était également responsable du bon fonctionnement de l’exploitation qui comprenait notamment la régulation du trafic des trains. Il devait également donner les certificats de transport, prendre en charge les bagages et le fret, et s’assurer de leur expédition. Les gares étaient équipées pour les croisements des convois, le changement des chevaux et les chargements ainsi que de bâtiments pour le service, l’hébergement, le corps de garde, ses écuries et un magasin de fourrage pour 25 à 100 chevaux ainsi que d’entrepôts pour les marchandises et d’une forge. En outre, un café affermé était adjacent.
À côté des places de relais, il existait des relais de remplacement qui servaient exclusivement au changement des chevaux pour le trafic des voyageurs, de plus des relais pour le transport étaient exclusivement réservées au trafic des marchandises. Pour rendre la circulation plus souple, il y avait entre les places de relais des stations intermédiaires qui servaient à la manœuvre des trains, permettant de plus le garage pour laisser la voie libre.
Pour le transport des passagers, il y avait aussi d'autres arrêts qui n’ont pas fait l’objet de mesures particulières. Les sections entre deux gares étaient appelées relais. Pour l’entretien et l’inspection de la section, des maisons de garde ont été construites à intervalles de deux à trois kilomètres. La ligne Budweis avait 51 maisons, celle de Gmunden 25.

### Les communications
La ligne à voie unique rencontrait fréquemment, en dépit des nombreux évitements, des problèmes inattendus pour la circulation dans chaque sens. Ce problème fut résolu de manière satisfaisante qu'avec l'introduction du télégraphe, mais seulement à la fin des années 1850.

### Le personnel

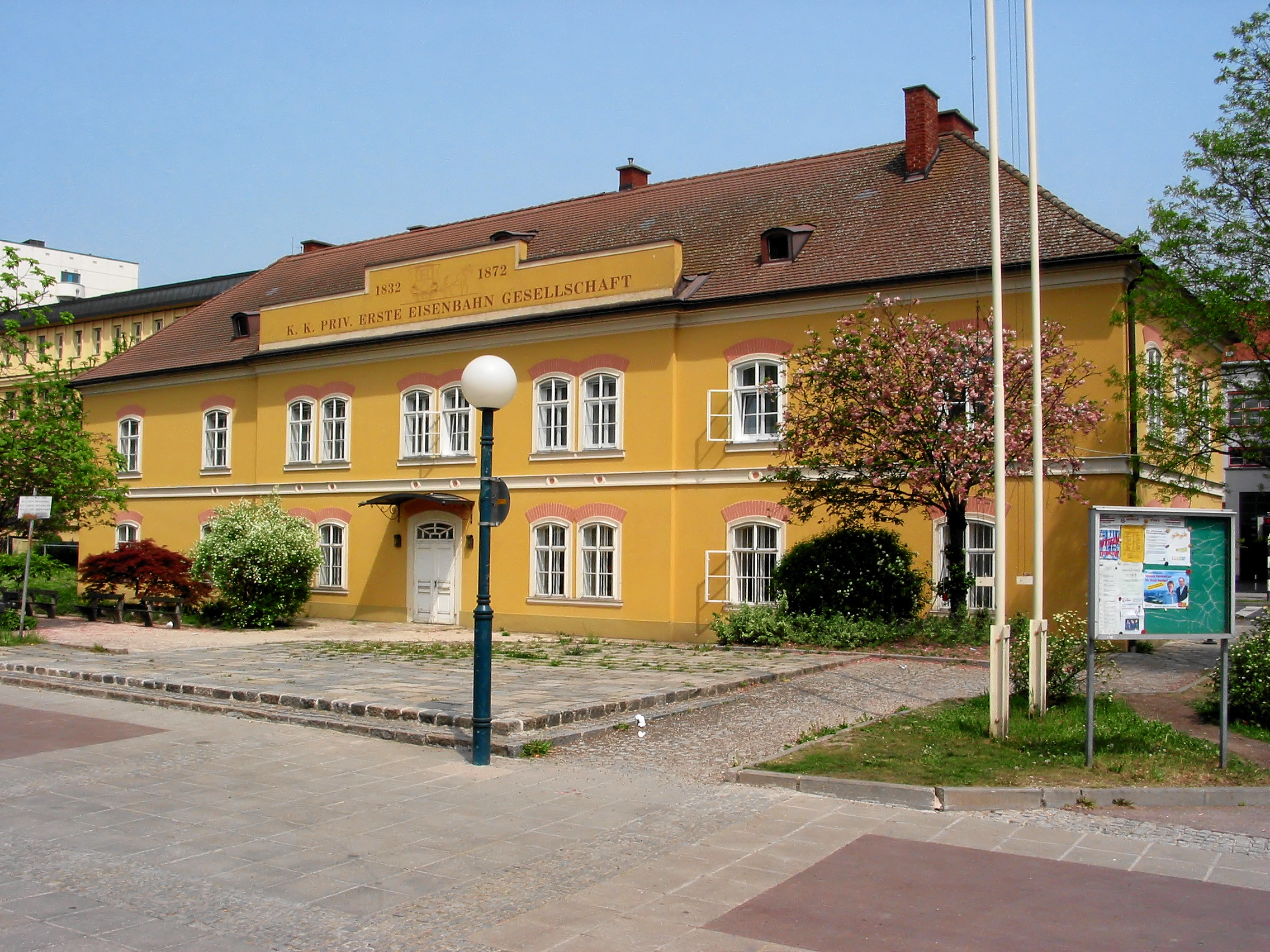
La gare du midi à Linz.

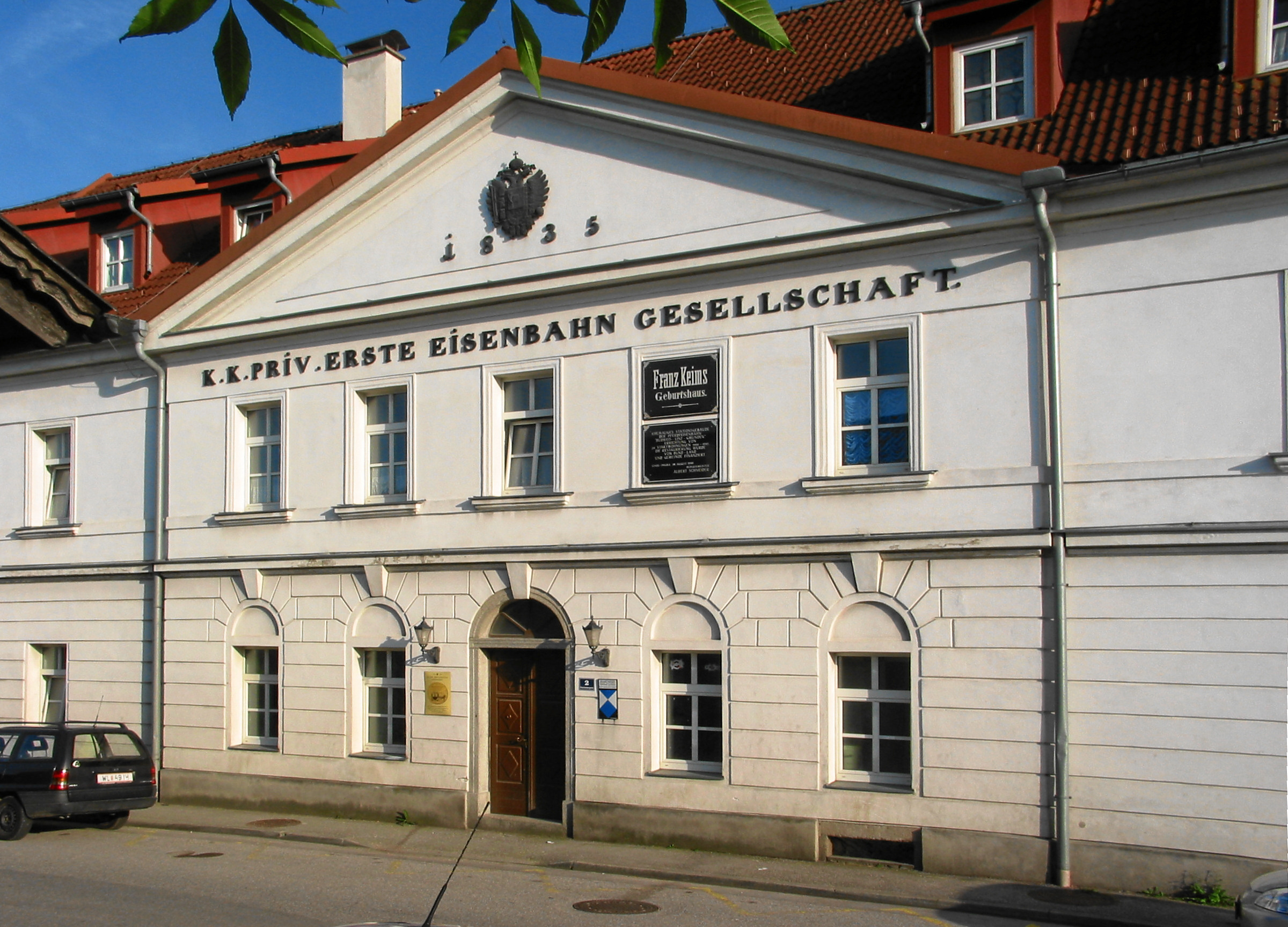
La gare de Lambach (Stadl-Paura).

L'exploitation du chemin du chemin de fer étant affermée, on s’est satisfait au début de dix employés et de quelques tonneliers saleur. À l’expiration du contrat de d’affermage, on comptait, en 1829, 495 agents.
L’éventail des salaires était large. Ainsi était réparti mensuellement (1 florin ~ 10 €) :
- Directeur à Linz : 160 florins
- Chef de bureau de l'encaissement : 100 florins
- Rédacteur chargé du transport des voyageurs : 33 florins
- Expéditeur (responsable d’une place de relai) : 80 florins
- Huissier : 15 florins
- Garde-barrière et gardien de station : 10 florins
- Cantonnier : 30 florins

Au début, l'exploitation du chemin de fer était affermée. Comme fermier se présenta le capitaine de navire [impérial et royal] Karl Adalbert Lanna (de), de Budweis. Il était responsable de la fourniture de tout le personnel et des indispensables travaux de réparation. En 1846, aucun accord sur le loyer n’ayant pu être conclu, la société reprit le 1er novembre 1846 l’exploitation en régie, date à laquelle 482 chevaux étaient utilisés.
Pour le service de la voie, les employés du chemin de fer étaient équipés de lanternes et d'outils pour les fers des chevaux et des réparations rapides. Fondamentalement, ils ne portaient pas d'uniforme. Cependant, pour des occasions spéciales, ils portaient, un chapeau de gala (shako), qui était équipé d'une bande argentée et d’une queue de cheval.
Le cordon de service en or avec des glands et des gants à revers complétaient cet équipement qui donnait une digne prestance. Le personnel était encouragé à la plus grande courtoisie envers les passagers qui étaient considérés de cette manière en raison des pourboires attendus. Le guide Leopold Viertbauer avait acquis une renommée locale. Il distrayait les voyageurs au son d’une cithare et du chant, et avait toujours une bouteille d'eau-de-vie à la main. Lorsqu'il prit sa retraite, ses économies s’élevaient à près d'un million d’euros. Il y avait, toutefois des plaintes légitimes de voyageurs à l’encontre du personnel ; aussi, le cas échéant, intervenait l’assistant de direction ("contremaître de direction") de longue expérience Leonhard Baumgartner, appelé Tête rouge, dont la force physique semblait fréquemment convaincante.

### Les voyageurs

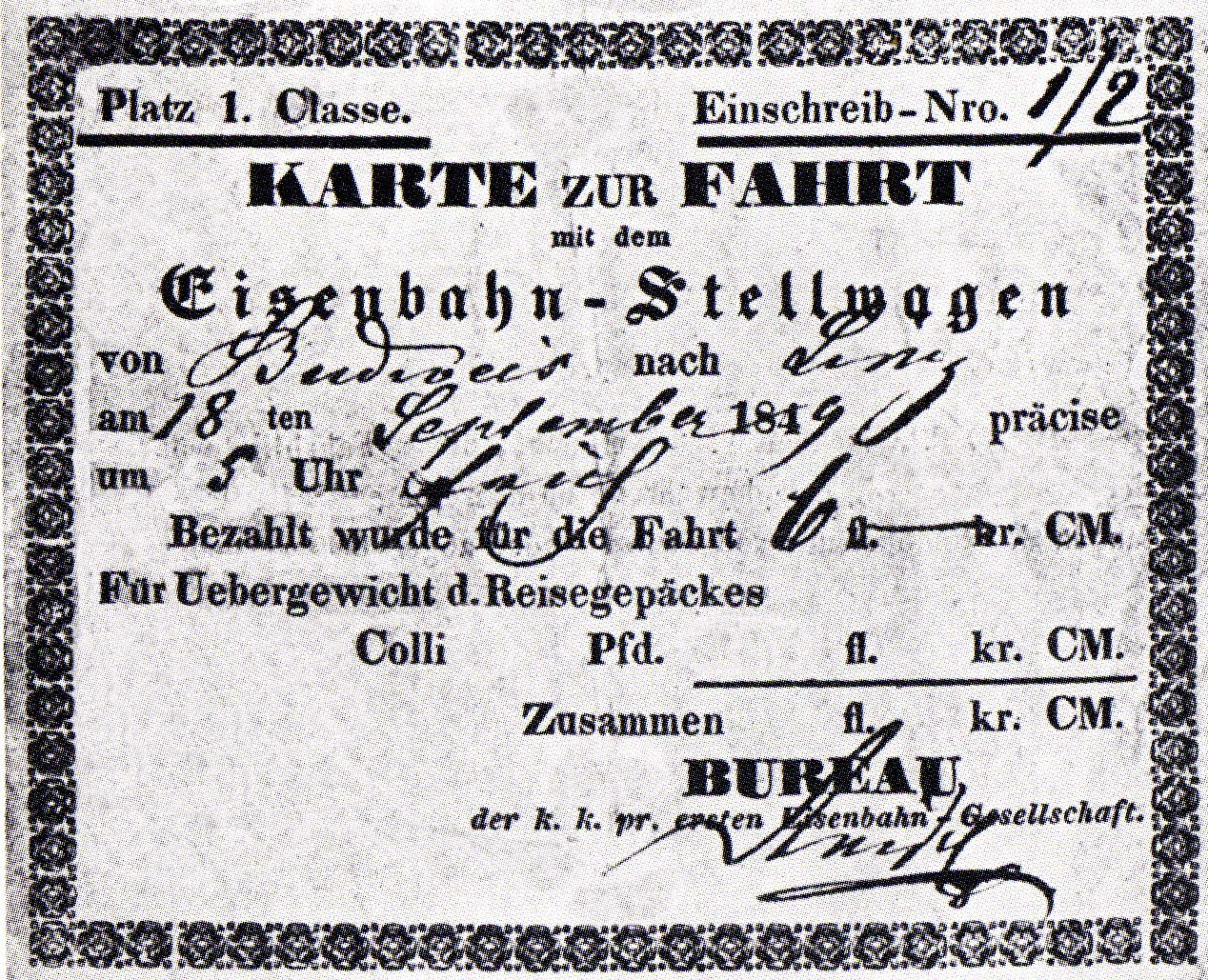
Billet de 1re classe Budweis-Linz, le 18 septembre 1849

Le tarif voyageur était en 1846 pour une lieue autrichienne (7,59 km) (NB : 100 Kreuzer = 1 flrorin) :
- 1. Classe : 10 2/3 Kreuzer
- 2. Classe : 7 Kreuzer
- 3. Classe : 5 1/2 Kreuzer

Les tarifs de transport sur la ligne vers Gmunden étaient environ 30 % inférieurs en raison de frais plus faibles (attelage) et de sa plus grande fréquentation.
Si on rapprochent ces prix avec les salaires et appointements cités plus haut, il apparait clairement que se déplacer par le chemin de fer n’était pas affaire très bon marché d'autant qu'il n’existait pas encore de tarif réduit. Ainsi le simple citoyen se contentait le plus souvent de courtes distances. Le voyageur-type du chemin de fer sur un long trajet était le fonctionnaire ou officier, l'homme d'affaires, les classes riches instruites et mieux nantis les agriculteurs et les entrepreneurs.

## Vestiges et lieux de souvenir
En 1970, les vestiges subsistants en Autriche du chemin de fer hippomobile ont été déclarés monuments culturels. En 1982, un « chemin touristique du chemin de fer hippomobile » a été ouvert de Unterweitersdorf jusqu'à la frontière austro-tchèque, à l'ouest de Leopoldschlag, qui a été prolongé, en 1999, au-delà de la frontière jusqu'à l'ancienne place de relais de Bujanov (Angern). Le 26 septembre 2000, le tronçon d’Unterweitersdorf à St. Magdalena (Linz) a été ouvert. Il est maintenant possible, de rejoindre Linz à Bujanov (Angern) sur un sentier balisé de randonnée qui emprunte en grande partie l'ancien tracé du chemin de fer hippomobile. On trouve outre des remblais, des tranchées, des ponts, des ponceaux et des fondations de ponts ainsi que des maisons de garde et plusieurs places de relais. Les places de relais de Lest (à Kefermarkt) et de Kerschbaum sont bien préservées et valent le détour. À Kerschbaum, un musée est installé dans le bâtiment restauré de la place de relais. Au musée, il est possible de circuler sur un court tronçon restauré sur des wagons historiques. La ville de Freistadt donne des renseignements exhaustifs sur la direction du chemin et les vestiges du tracé Linz/Urfahr jusqu'à la frontière.
Dans le quartier St. Magdalena de Linz, a été reconstruit une portion de la voie sur la promenade du chemin de fer hippomobile et le chemin mène à certains viaducs bien conservés. Au début de la promenade se trouve le monument érigé en souvenir du chemin de fer hippomobile antérieurement placé devant la gare principale de Linz. Dans la tranchée d’Hasel (Haselgraben), à Linz, les culées orientales du viaduc du même nom sont restées debout. Une plaque commémorative le rappelle.
Sur le territoire de la ville de Linz, le restaurant « la ville de Budweis », la rue Gerstner et « la ruelle du chemin de fer » rappellent sur le parcours l’existence du chemin de fer. Le bâtiment de la gare du midi est également conservée, en outre le nom du marché de la gare du midi, installé à proximité, le rappelle. La maison au no 3 de la Gstöttnerhofstraße est une ancienne maison de garde.
À Budweis, la « rue F. A. Gerstner » rappelle le souvenir du constructeur du chemin de fer hippomobile.

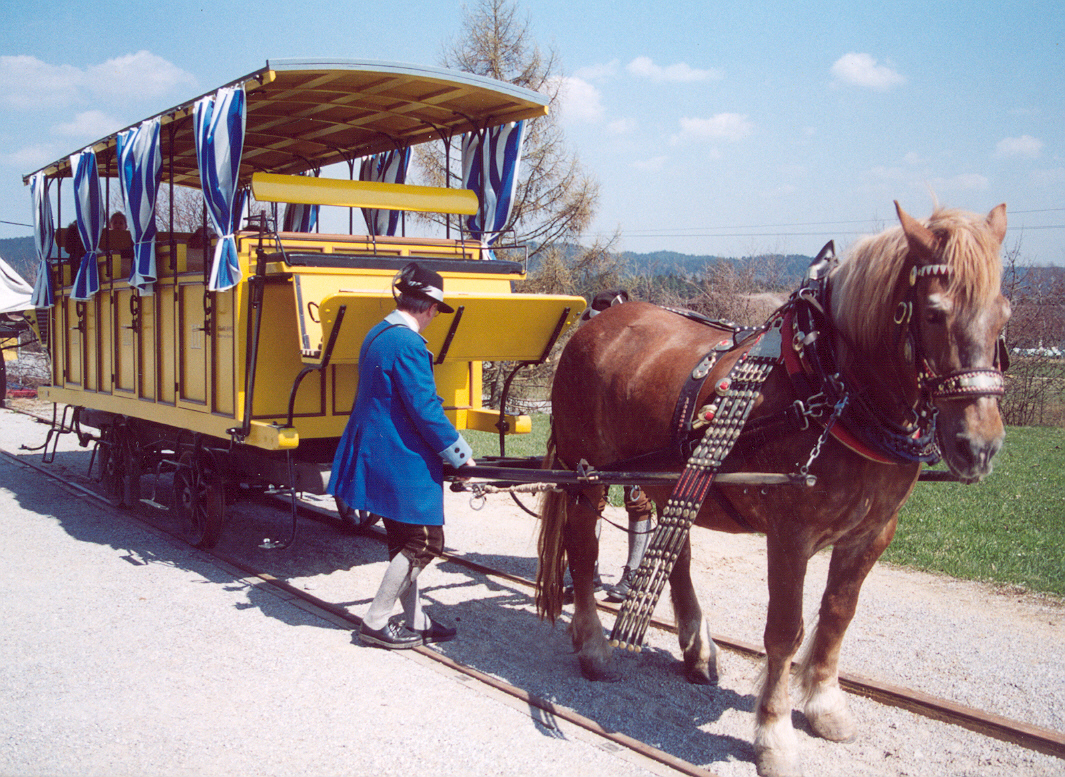
Musée du chemin de fer à Kerschbaum.
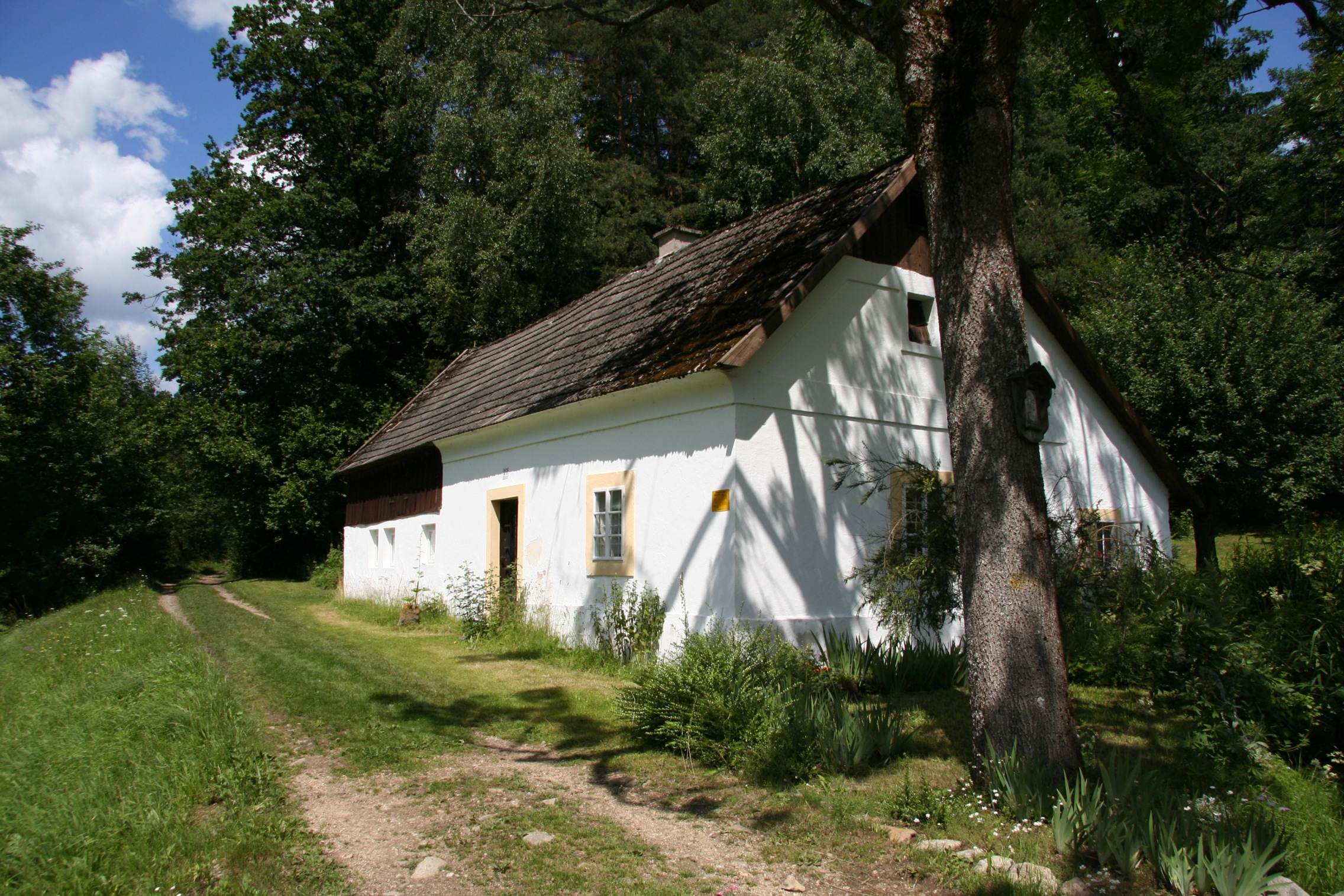
Maison de garde 39 à Mühlviertel.
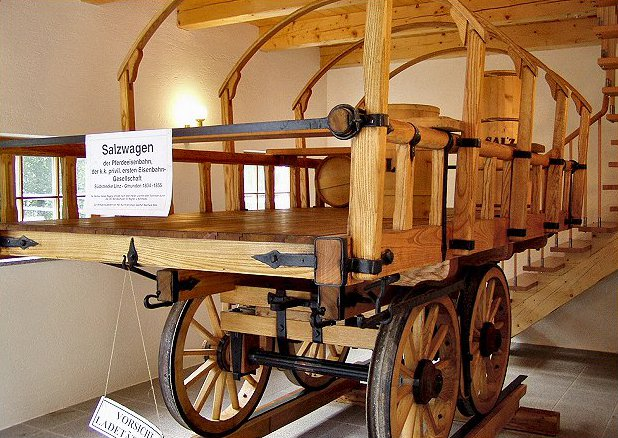
Maxlhaid (Wels) – wagon de transport du sel au musée du chemin de fer hippomobile Bahnzeit-Stall.
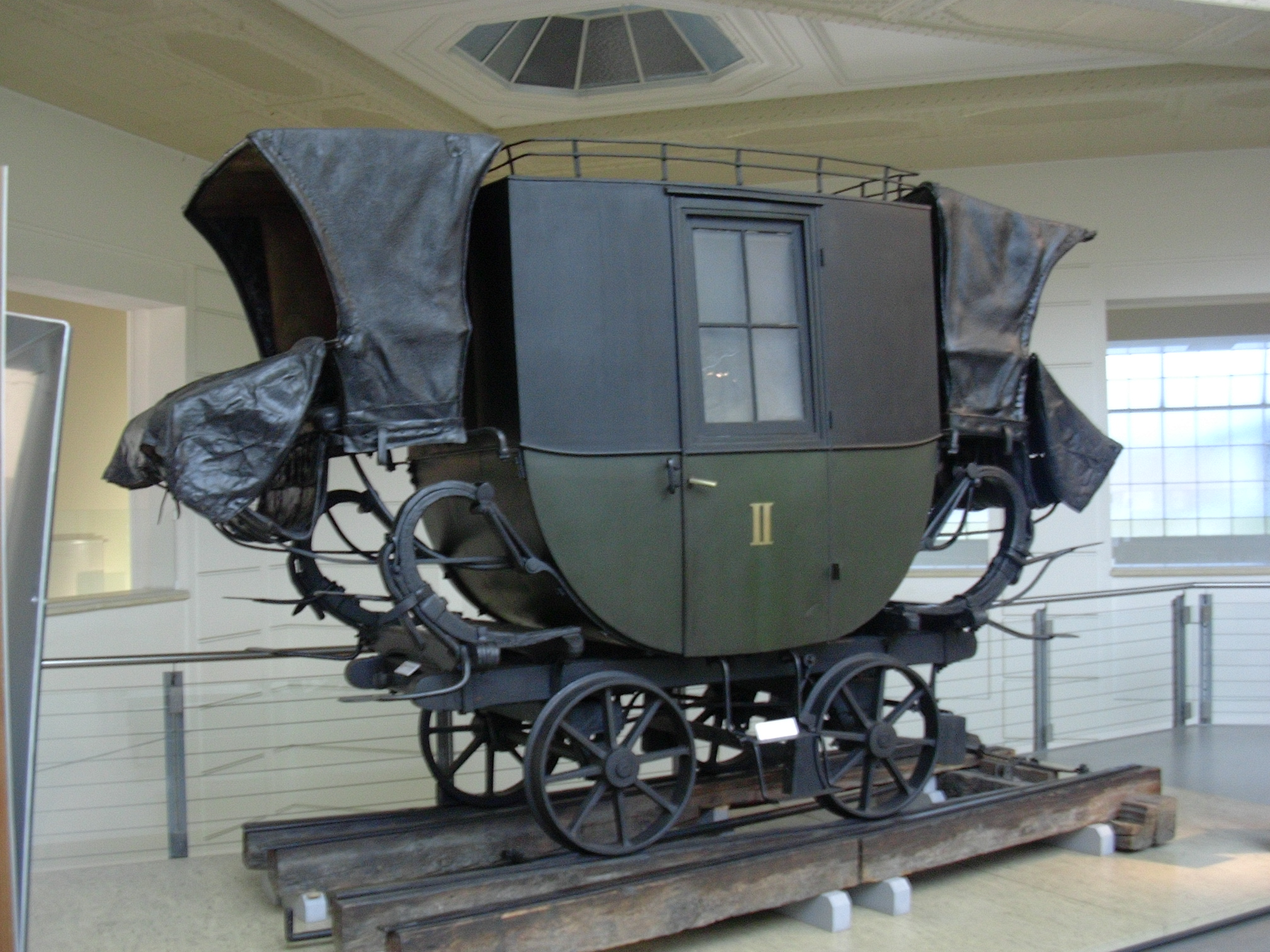
Voiture de voyageur conservée au musée technique de Vienne.

Dans le Zentralraum, entre Linz et Wels, on ne trouve guère de vestiges hormis quelques bâtiments (Wagram, Maxlhaid). Entre Wels et Lambach, le tracé est partiellement reconnaissable. À Stadl-Paura, le bâtiment de la station de Lambach est conservé. Après Stadl-Paura, le chemin de fer à voie normale vers Laakirchen reprend le tracé de l’ancien chemin de fer de cheval hippomobile. Sur cette section se remarque particulièrement le bâtiment de la gare d'Englhof (aujourd'hui Engelhof) ; il s'agit du plus ancien bâtiment ferroviaire d’Europe encore en service.
Au musée technique de Vienne, la voiture « Hannibal » peut être admirée dans son état original. La nouvelle halle dédiée aux transports au musée des sciences de Münich consacre un espace au chemin de fer hippomobile Linz-Budweis avec des voitures fidèlement reconstituées, la reproduction d’images et des dessins.
Les lieux de mémoires suivants permanents peuvent être mentionnés :
- Budweis : exposition dans l’ancienne maison du garde-barrière ;
- Bujanov (Angern) : un petit musée dans une maison du garde-barrière ;
- Kerschbaum : musée dans les anciennes écuries de la place de relai, 500 m de ligne du chemin de fer hippomobile reconstitués ;
- Lest : place de relai bien conservée ;
- Maxlhaid (Wels) : musée du chemin de fer hippomobile Bahnzeit-Stall (dans une annexe de l’auberge Maxlhaid).

## Traduction
- (de) Cet article est partiellement ou en totalité issu de l’article de Wikipédia en allemand intitulé « Pferdeeisenbahn Budweis–Linz–Gmunden » (voir la liste des auteurs).